# Wysokie Mazowieckie
Wysokie Mazowieckieⓘ (originalmente Wysokie, na partição russa Mazowieckie) é um município no nordeste da Polônia. Pertence à voivodia da Podláquia, no condado de Wysokie Mazowieckie, na planície norte da Podláquia, no rio Brok (afluente do Bug). É a sede da comuna rural de Wysokie Mazowieckie.
Estende-se por uma área de 15,2 km², com 8 997 habitantes, segundo o censo de 31 de dezembro de 2024, com uma densidade populacional de 590 hab./km².

## Localização
Wysokie Mazowieckie está localizada na parte sudoeste da voivodia da Podláquia, na mesorregião Wysoczyzna Wysokomazowiecka. A cidade está localizada nas principais vias de comunicação de importância nacional e regional: Zambrów — Brańsk — Wysokie Mazowieckie — Białystok.
Wysokie Mazowieckie está situada a 50 km de Białystok, a capital da voivodia, a 120 km de Varsóvia e a 100 km da fronteira oriental.
A área da cidade é de 15,2 km², dos quais:
- 7 km² — são de terras aráveis,
- 1,3 km² — florestas e árvores,
- 2,38 km² — conjunto habitacional e áreas de transportes,
- 0,08 km² — água,
- 4,8 km² — outros[3]

A cidade é a sede do condado de Wysokie Mazowieckie e representa 1,19% de sua área.
Em 1503, uma cidade privada tinha a Lei de Magdeburgo. Localizava-se na região de Drohickie da antiga voivodia da Podláquia.
Nos anos 1975–1998, a cidade pertencia administrativamente à voivodia de Łomża.

## História
As circunstâncias do assentamento que deram origem à cidade posterior de Wysokie Mazowieckie são desconhecidas. É certo que quando o Estado dos piastas estava sendo organizado, não havia assentamentos dos jotvíngios que ocupavam a área ao norte do rio Biebrza.
No início do Estado polonês, o povoado era a fronteira entre a Mazóvia e a Rutênia, e mais tarde Polônia e Lituânia. Nas disputas por estas terras, os mais ativos foram os duques mazovianos que, entre os séculos X e XIII, conseguiram criar uma organização de fortalezas na área e reivindicar estas terras. Os habitantes atuais desta região são os descendentes da pequena nobreza mazoviana que se estabeleceram aqui durante o tempo do Ducado da Mazóvia.

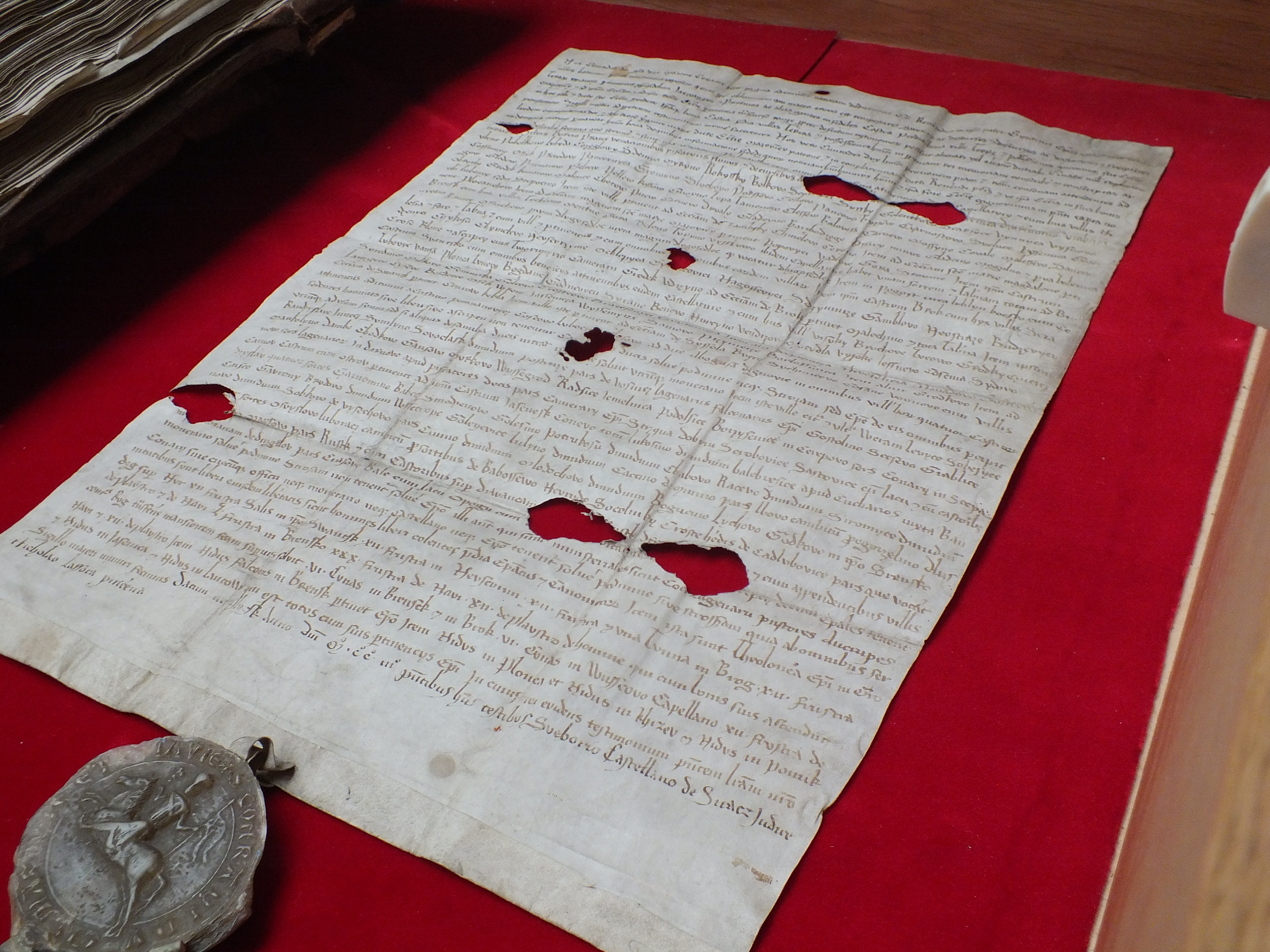
Documento do príncipe Conrado da Mazóvia confirmando os bens do bispado de Płock

Os primeiros assentamentos nesta área foram devidos aos colonos da Mazóvia. Um deles foi o assentamento de Wysokie. Num documento de 1239, localizado nos arquivos diocesanos de Płock (conservado no Museu Diocesano de Płock), que se relaciona com a castelania de Świętok, é mencionada a povoação Vysoke (Wysokie). O nome Wysokie é de origem topográfica e está relacionado com o relevo da área. Originalmente, o assentamento foi erguido no lado direito do rio Brok em um planalto que se eleva a cerca de 150 m acima do nível do mar nesta área. É um assentamento da antiga terra Drohickie localizada na castelania de Święcka, cujos vestígios sobreviveram até hoje na forma de uma fortaleza em Święcek-Strumiany e destruído nos séculos XIII e XIV.
Na Biblioteca da Academia Polonesa de Ciências e PAU em Cracóvia há uma “Nota” elaborada pelo padre Zygmunt Kozicki, graças a essas notas, os primórdios de Wysokie (Wyschokye) Mazowiecki remontam há alguns anos até 1464, quando o assentamento ainda era propriedade dos Niekrasz.
Em 1469, Casimiro IV Jagelão fundou a vila de Wysokie, e em 1490 estabeleceu o valor de seu arrendamento, e o príncipe Alexandre, com o ato de 11 de setembro de 1494, definiu os limites da recém-fundada cidade e concedeu a prefeitura a Jan Hińczy com a colônia Wierzchuca Nadbużna. No Portfólio de Naruszewicz localizado na Biblioteca Czartoryski em Cracóvia, uma concessão desconhecida de um privilégio para a feira para a cidade de Wysokie, feita por Aleksander Jagiellończyk em 6 de setembro de 1499 em Vilnius, e outro documento de Aleksander de 24 de junho de 1505, confirmando o prefeito de Jan Hińczy. No Museu Nacional de Cracóvia, há um documento original concedido por Alexandre Jagelão, o rei eleito em Mielnik em 1501, a Jan Hińczy, prefeito hereditário da cidade de Wysokie, uma cervejaria pela qual o mesmo Hincza já havia recebido um documento em ruteno. Em 4 de janeiro de 1503, o mesmo Alexandre, já como rei, concedeu privilégios em Vilnius sob os quais a cidade recebeu os direitos de Magdeburgo. Confirmado em 1519. A consequência disso foi o rápido desenvolvimento da cidade, que no século XVI se tornou um dos centros urbanos mais importantes da Podláquia. A cidade foi arrendada aos seguintes starostas de Drohickie e Wysocki: Jakub Dowojnowicz, Jan Litawor Chreptowicz, Stanisław Olędzki, Aleksander Czosnowski e Przecław Gnojeński.
No século XVI, o nome da cidade foi alterado para Wysokie Mazowieckie para distingui-la da cidade de Wysokie na Lituânia.
Em 1569, o rei Sigismundo II Augusto concedeu a cidade ao príncipe lituano Mikołaj Radziwiłł e desde então Wysokie deixou de ser uma cidade real. Já em 1582, a família Radziwiłł vendeu Wysokie para Hieronim Makowiecki. No entanto, a partir de meados do século XVII até 1689, estas terras passaram a ser propriedade dos abades, e de 1697 aos Szczuków. Em 1741, Marianna Kątska, filha de Wiktoria nascida Szczuki Kątska, casou-se com Eustachy Potocki, trazendo a propriedade de Wysokie Mazowieckie como dote. Conforme a vontade de Eustachy Potocki de 1768, Wysokie tornou-se proprietário de seu filho menor, Jerzy Michał Potocki, que em 1771, com seus irmãos (após atingir a maioridade), finalmente dividiu o pires depois de seu pai. Em 1775 os bens pertenciam a Jan Potocki.
Durante a invasão sueca, a cidade foi quase completamente destruída. A cidade foi lentamente reconstruída no século XVIII. O privilégio de Estanislau II Augusto de 24 de maio de 1780 concedeu à Wysokie Mazowieckie, de Andrzej Piotrowski, permissão para realizar feiras nos dias de São Roque, Santo Antônio, Santo André e Santa Ana.

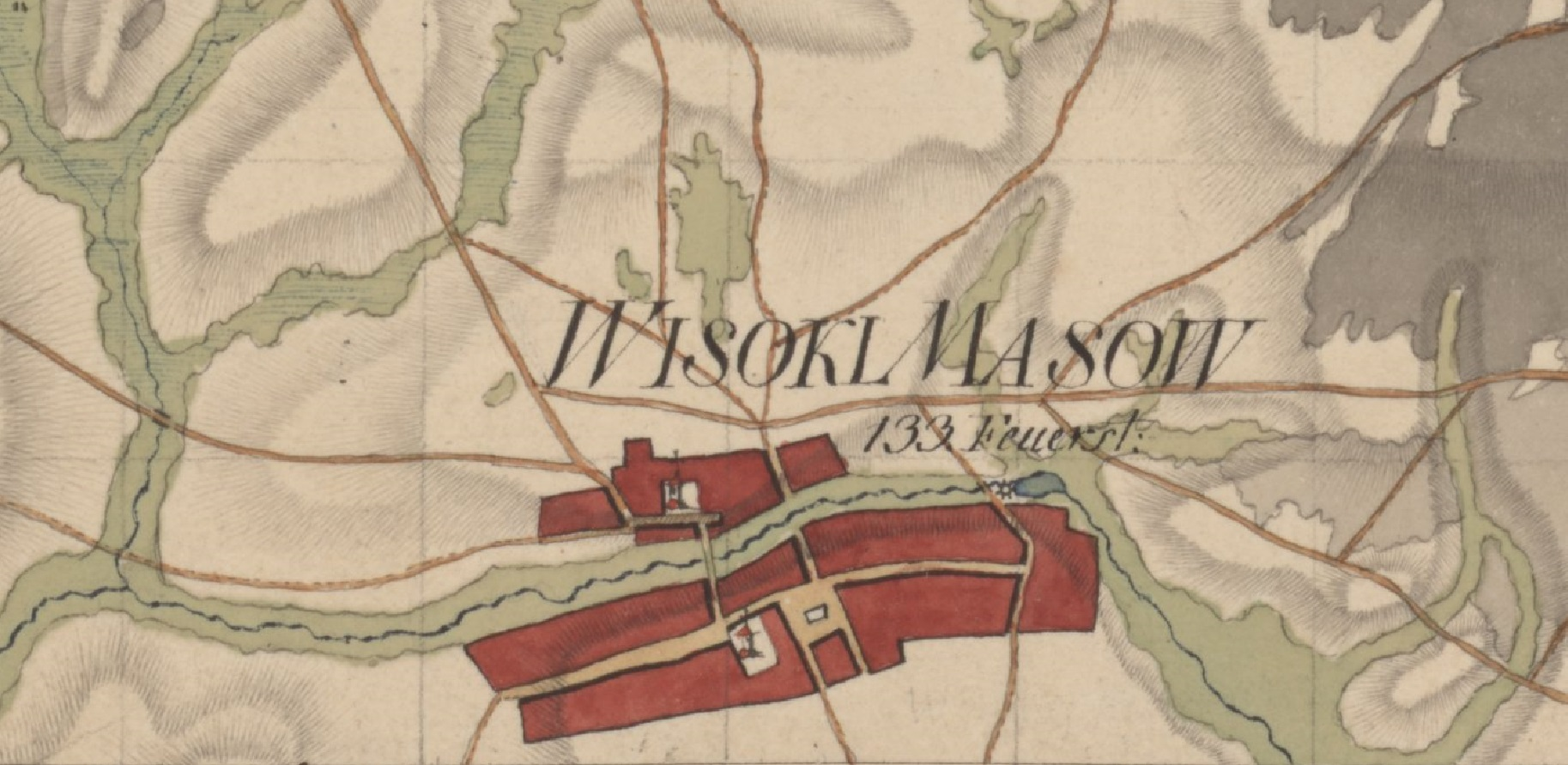
Wysokie Mazowieckie em um fragmento do mapa da Nova Prússia Oriental de 1795

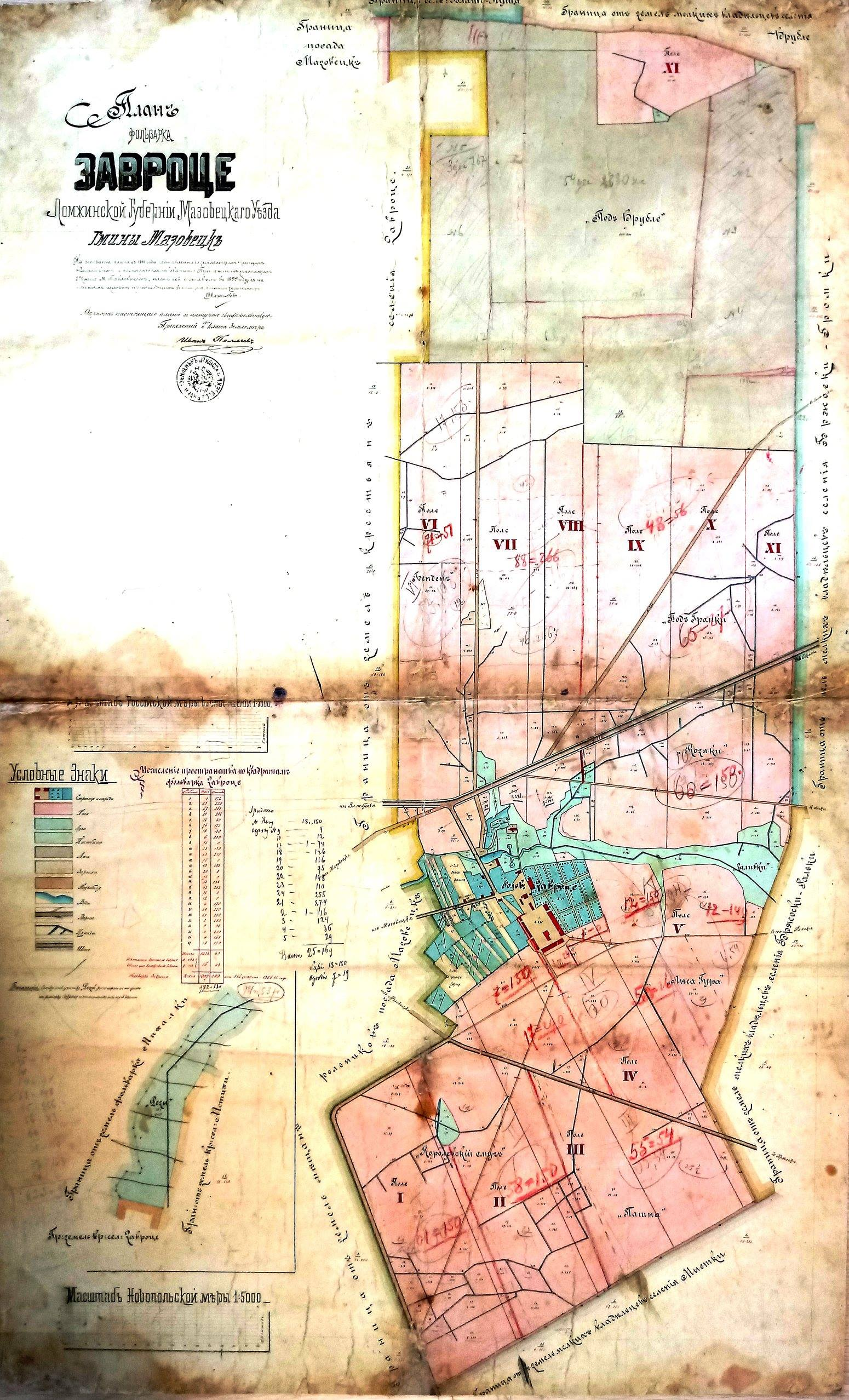
Planta de Folwark Zawrocie de 1899 (rua Białostocka)

Nos anos seguintes, Wysokie estava na posse de Ignacy Pudłowski, um funcionário da corte, de quem Aniela Węgierska a comprou em 18 de maio de 1789. Por volta de 1800, o número de habitantes era de 864 (mais 4 do que em 1580), e o número de edifícios era de 134 (menos 9 do que em 1580). Por volta de 1801, Wysokie com as aldeias vizinhas de Osipy, Mścichy, Zawocie, Gołasze-Puszcza, Mystki-Rzym (cerca de 5 mil hectares no total) foram tomadas por seu neto, Michał Węgierski, casado com Justyna Wielopolska (tia de Aleksander Wielopolski). Agora, houve uma disputa entre cidadãos húngaros e os herdeiros sobre o sistema político da cidade, incluindo a questão de manter o prefeito. Em 1814, após a morte sem filhos de Michał Węgierski, a propriedade Wysokie foi dividida em duas partes iguais entre sua irmã Konstancja Węgierska e seus primos. Em 1821 o herdeiro de Wysokie foi Adam Węgierski, que comprou as partes de outros membros de sua família. Após sua morte em 1829, Wysokie pertencia a seus filhos: Ludwik Węgierski (1802–1846) e Róża (1804–1872), casado com Ludwik Fiszer (1800–1877). Em 1839, Ludwik Węgierski vendeu sua parte da propriedade para seu cunhado. As florestas circundantes também pertenciam a Ludwik Fiszer. Os Fiszers governaram Wysokie até 1864.
Em meados do século XIX, houve um renascimento da praça do mercado e em 5 ruas: Długa, Dworska, Zarzeczna, Mystkowska e Kościelna. Na noite de 23 para 24 de janeiro de 1863, uma batalha entre as unidades insurgentes e os cossacos ocorreu em Wysokie Mazowieckie. Há um túmulo dos insurgentes de janeiro no cemitério local. Em 1865, o número de habitantes aumentou para 2 865 e o número de casas para 176. Em 1869, a vila foi relegada à categoria de assentamento rural. Os direitos da cidade só foram recuperados em 4 de fevereiro de 1919.

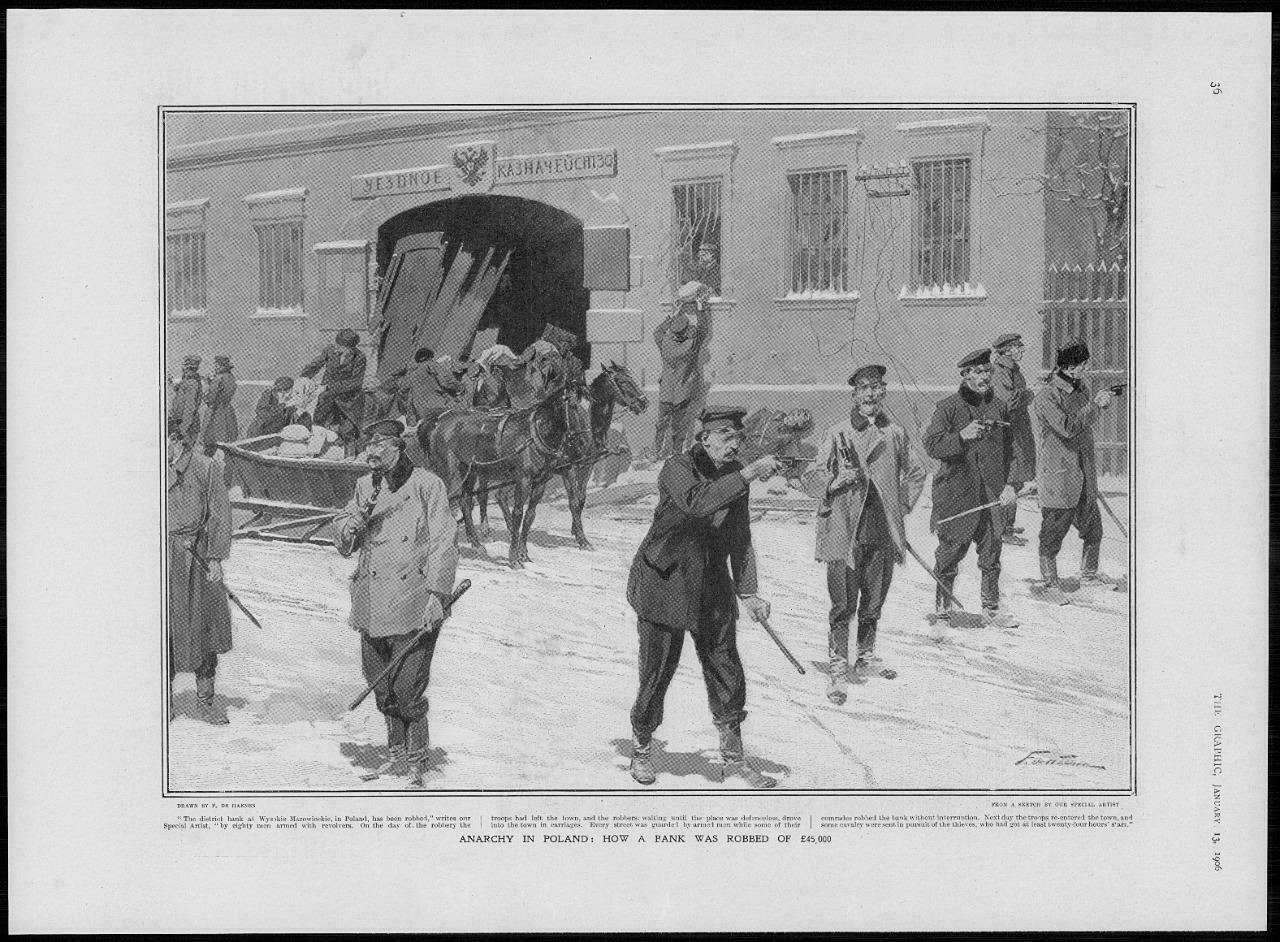
Na noite de 26 para 27 de dezembro de 1905, a Organização Técnica e de Combate do Partido Socialista Polonês, sob o comando de Ludwik Śledziński, atacou o tesouro distrital

Na noite de 26 para 27 de dezembro de 1905, a Organização Técnica e de Combate do Partido Socialista Polonês, sob o comando de Ludwik Śledziński, atacou o tesouro distrital. Cerca de 480 mil rublos, destinados às atividades revolucionárias do PSP, a compra de munições e armas. Originalmente, o dinheiro foi enviado pelas autoridades de partição de São Petersburgo para a construção de um forte militar em Zambrów.

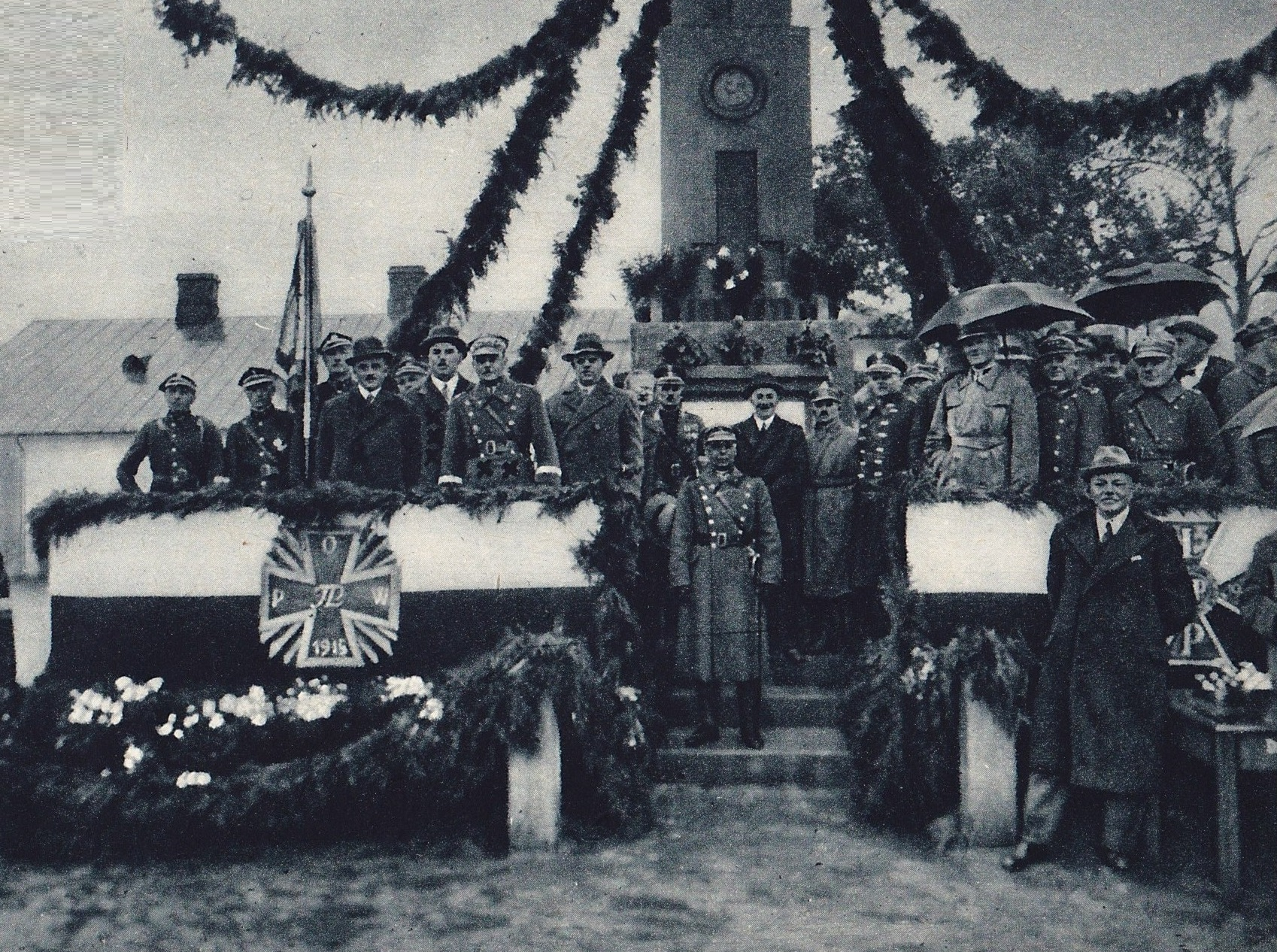
Cerimônia de consagração da bandeira da Organização Militar Polonesa – novembro de 1932

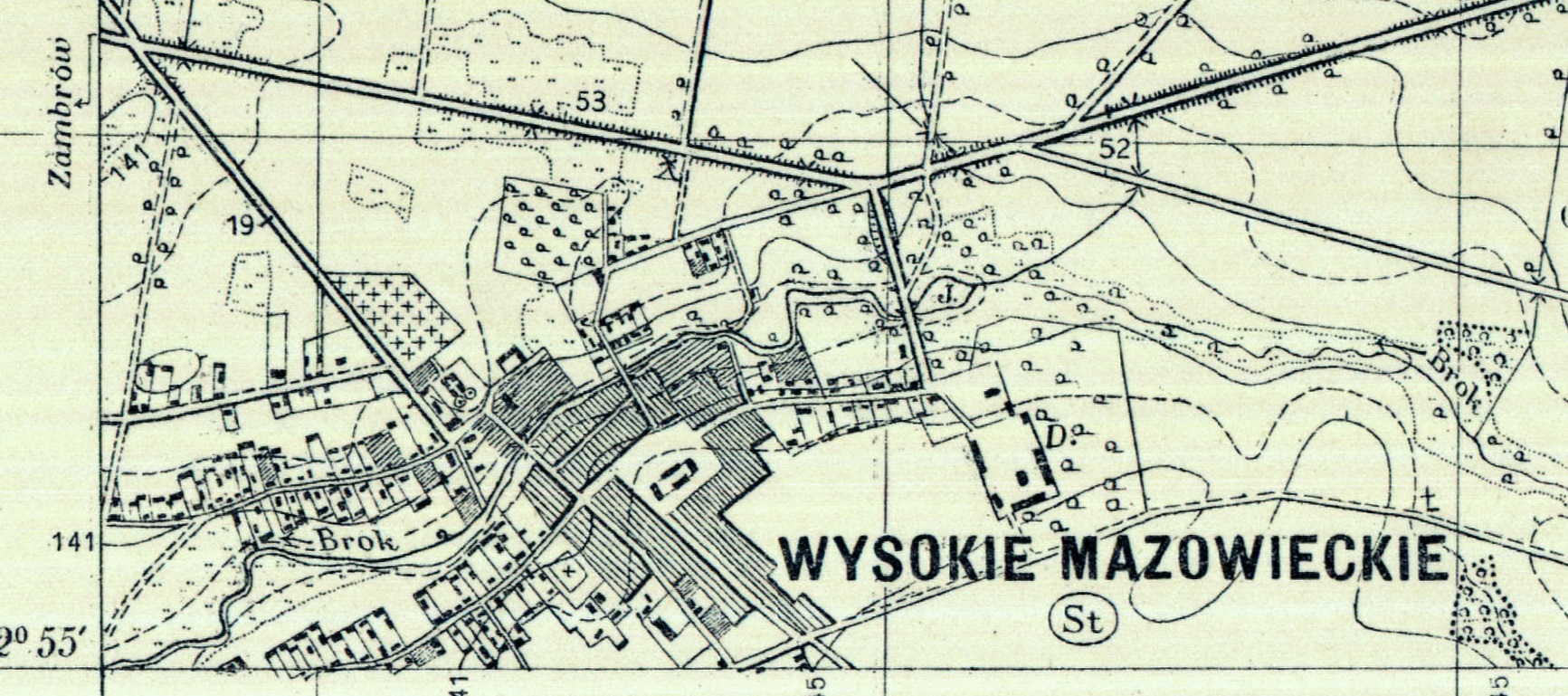
Wysokie Mazowieckie em um fragmento de um mapa de 1933

No período entre guerras, o nome histórico de Wysokie Mazowieckie foi restaurado para a cidade, que se tornou a capital do condado da Mazóvia. Pela lei de 2 de agosto de 1919, o condado foi incorporado à voivodia de Białystok. Um quartel de bombeiros, correios e estádio de futebol foram construídos na cidade. Começou a expansão e adensamento dos edifícios da cidade.
Em 14 de setembro de 1936, na feira de Wysokie Mazowieckie, ocorreram motins antijudaicos, causados por um grupo de jovens pertencentes ao Partido Nacional. Trezentas janelas foram quebradas e 4 barracas judaicas foram derrubadas. Cinco pessoas ficaram feridas por atirar pedras da multidão: quatro judeus e um cristão. Em janeiro de 1937, 10 membros do Partido Nacional do distrito de Wysokomazowiec foram presos no centro de detenção de Bereza Kartuska.

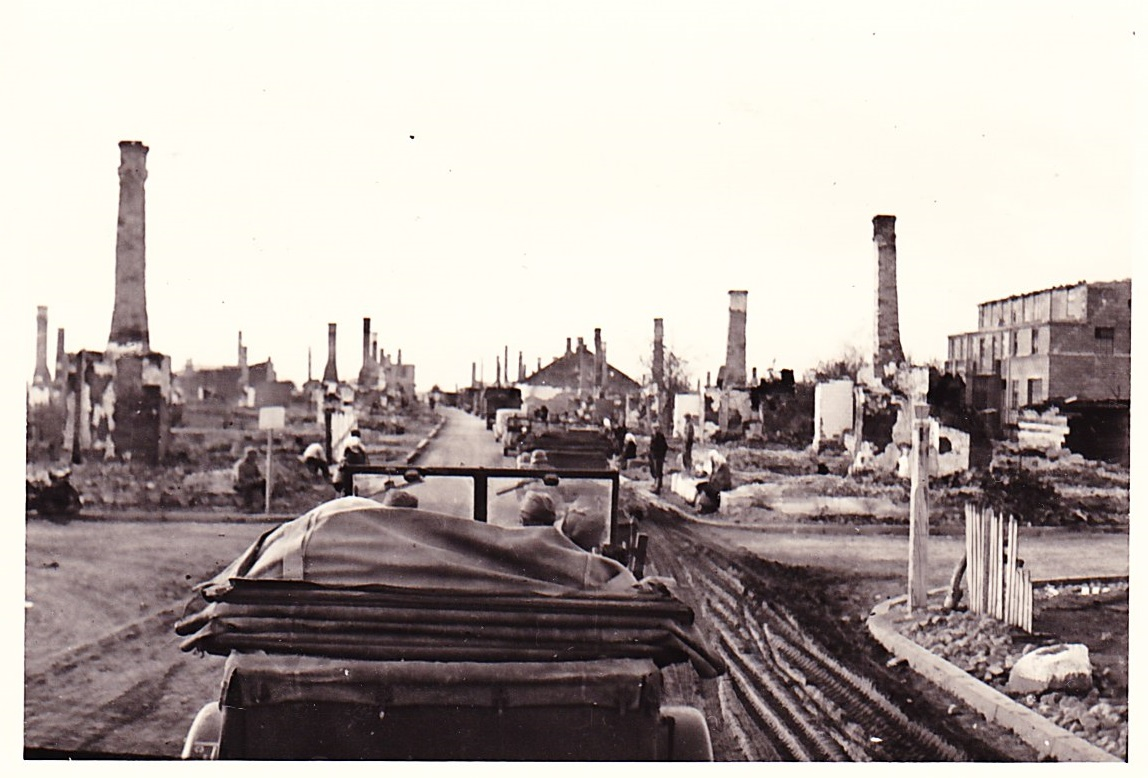
Vista da cidade destruída durante os combates da Campanha de Setembro, entrada visível das tropas alemãs — 10 de setembro de 1939

Em 10 de setembro de 1939, a cidade foi ocupada pelo exército alemão; esperando resistência, levou o povo das aldeias vizinhas à sua frente. No entanto, como resultado do acordo germano-soviético, Wysokie foi incorporada à República Socialista Soviética da Bielorrússia. Os alemães tomaram a cidade novamente com o ataque à União Soviética em 22 de junho de 1941, incorporando-a mais tarde, com toda a região de Białystok, ao Reich. As autoridades alemãs começaram a implementar uma política de terror contra a população polonesa e o extermínio completo da população judaica. As perdas estimadas, excluindo a população judaica, em todo o condado de Wysokie Mazowieckie totalizaram 3 892 pessoas, incluindo um número significativo de habitantes da cidade. Dos 2 mil habitantes da cidade de origem judaica, apenas uma dúzia sobreviveu à guerra.
A cidade foi capturada em 13 de agosto de 1944 por unidades do 3.º Exército da Segunda Frente Bielorrussa (os soldados que morreram lutando pela cidade foram homenageados no monumento na rua Zambrowska).
Em 1946, a cidade tinha apenas 2 121 habitantes e várias dezenas de prédios em ruínas.
Após a guerra, foi apenas em 1956 que a cidade começou a reviver. Nos anos de 1956–1980, 77 dependências e edifícios de utilidade pública foram construídos, incluindo: a fábrica da Cooperativa de Laticínios do Condado, a fábrica de Maquinaria Rodoviária e a Loja de Departamentos da Vila. Oito novos conjuntos habitacionais e 8 ruas foram construídas, o número atual é de 55 ruas. A cidade também está se tornando um importante centro de educação e vida cultural. Existem: Escola Primária n.º 1, Escola Primária n.º 2, Escola Profissional Básica, Escola Secundária Profissional de Comércio, Complexo de Escolas Secundárias, Complexo de Escolas Profissionais e Centro de Formação Profissional.
Em 1975, Wysokie Mazowieckie foi incorporada à recém-criada voivodia de Łomża. Em 1999, tornou-se novamente uma cidade distrital na voivodia da Podláquia.

Wysokie Mazowieckie — lugares e instalações
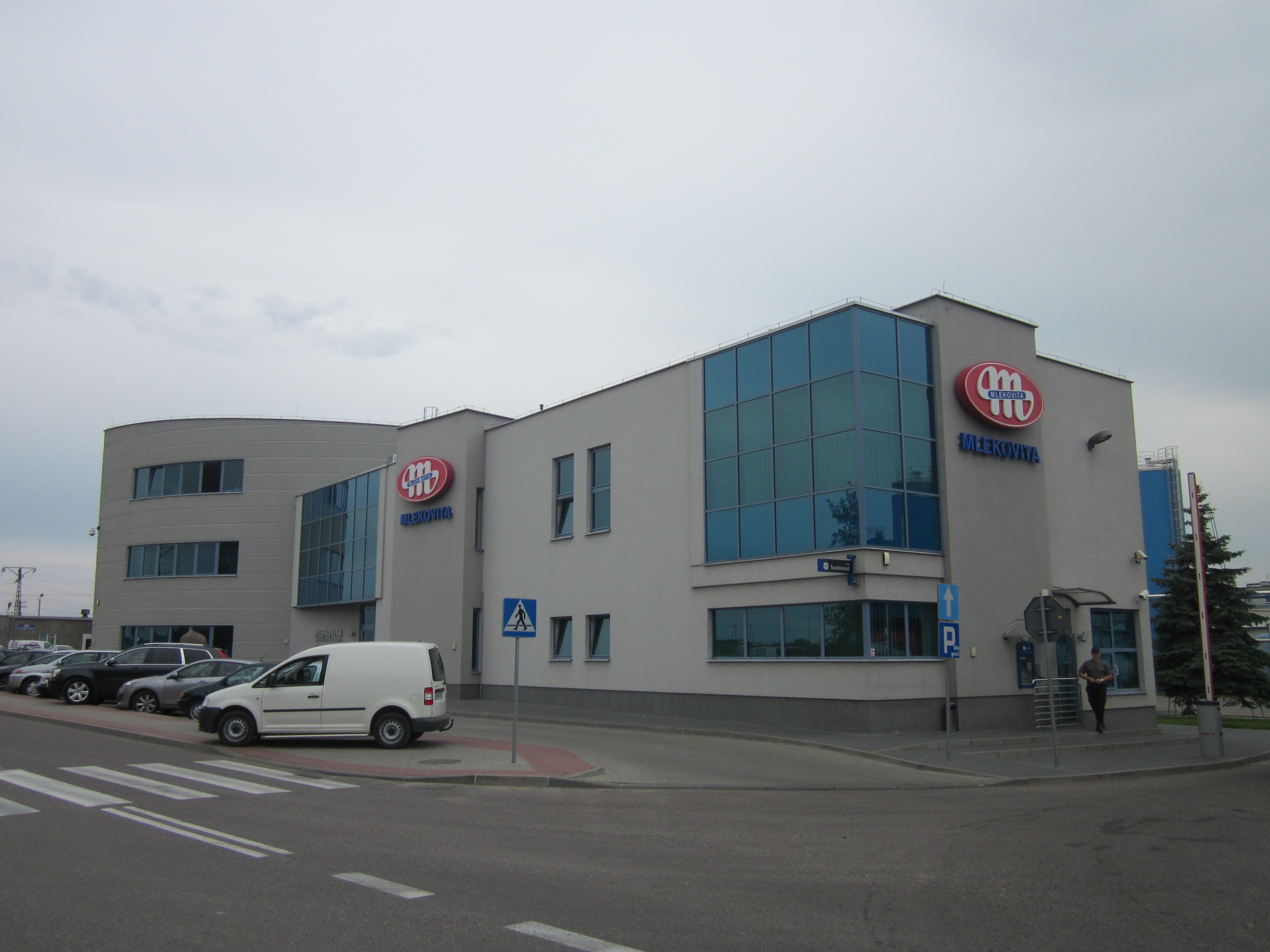
Sede da Cooperativa de Laticínios “Mlekovita”
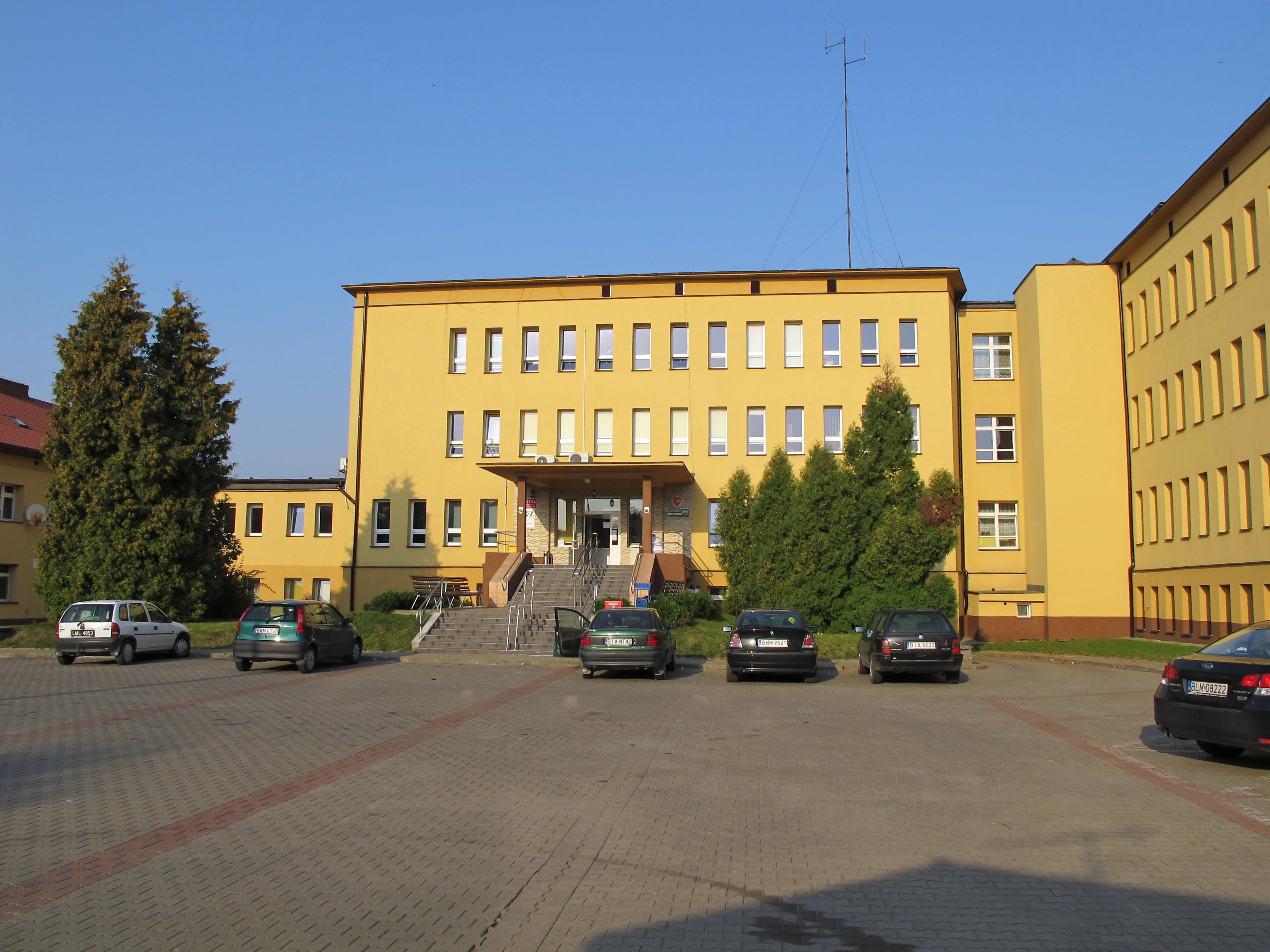
Hospital Geral Municipal
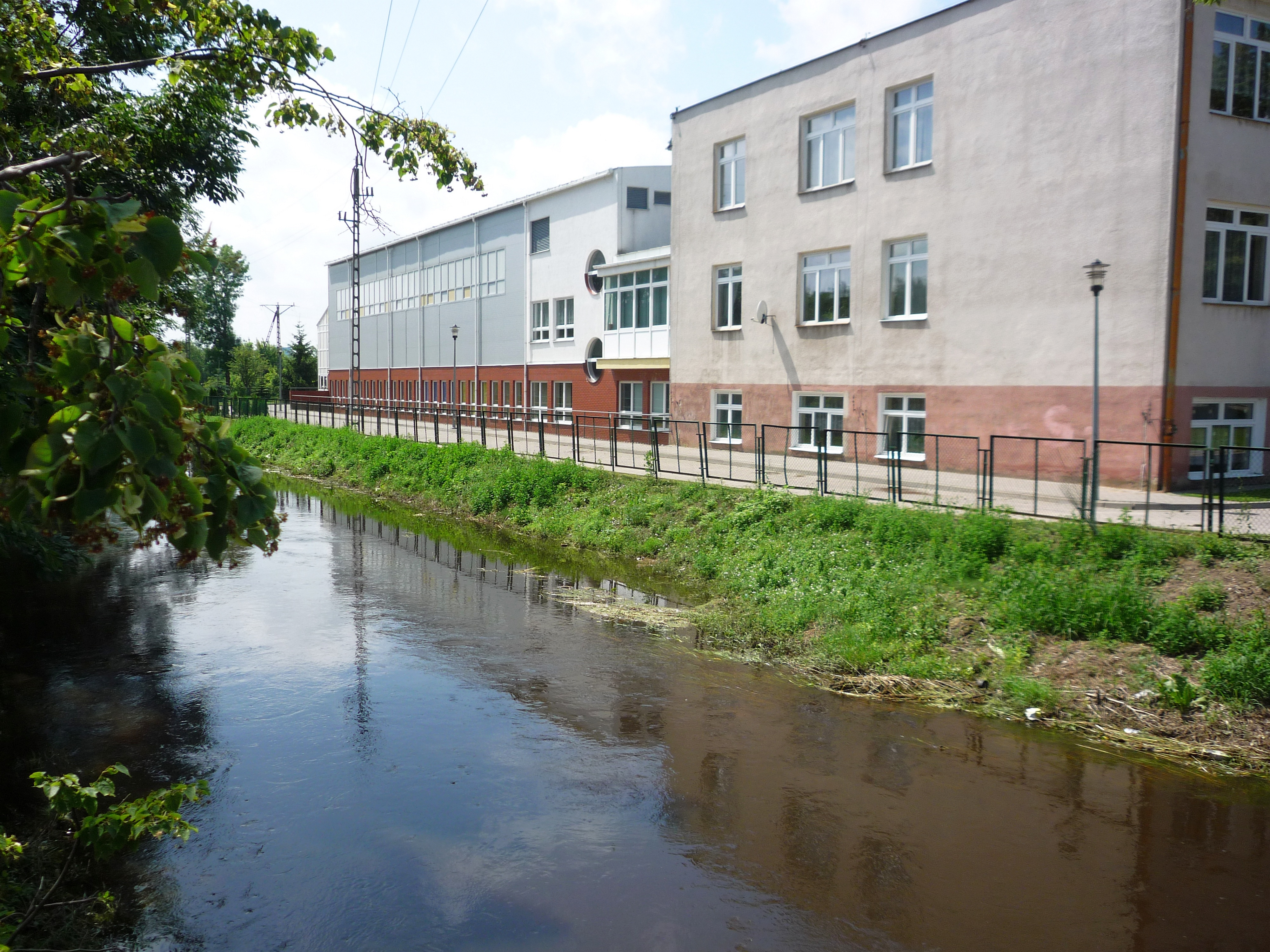
Rio Brok e a construção da escola primária local T. Kościuszko
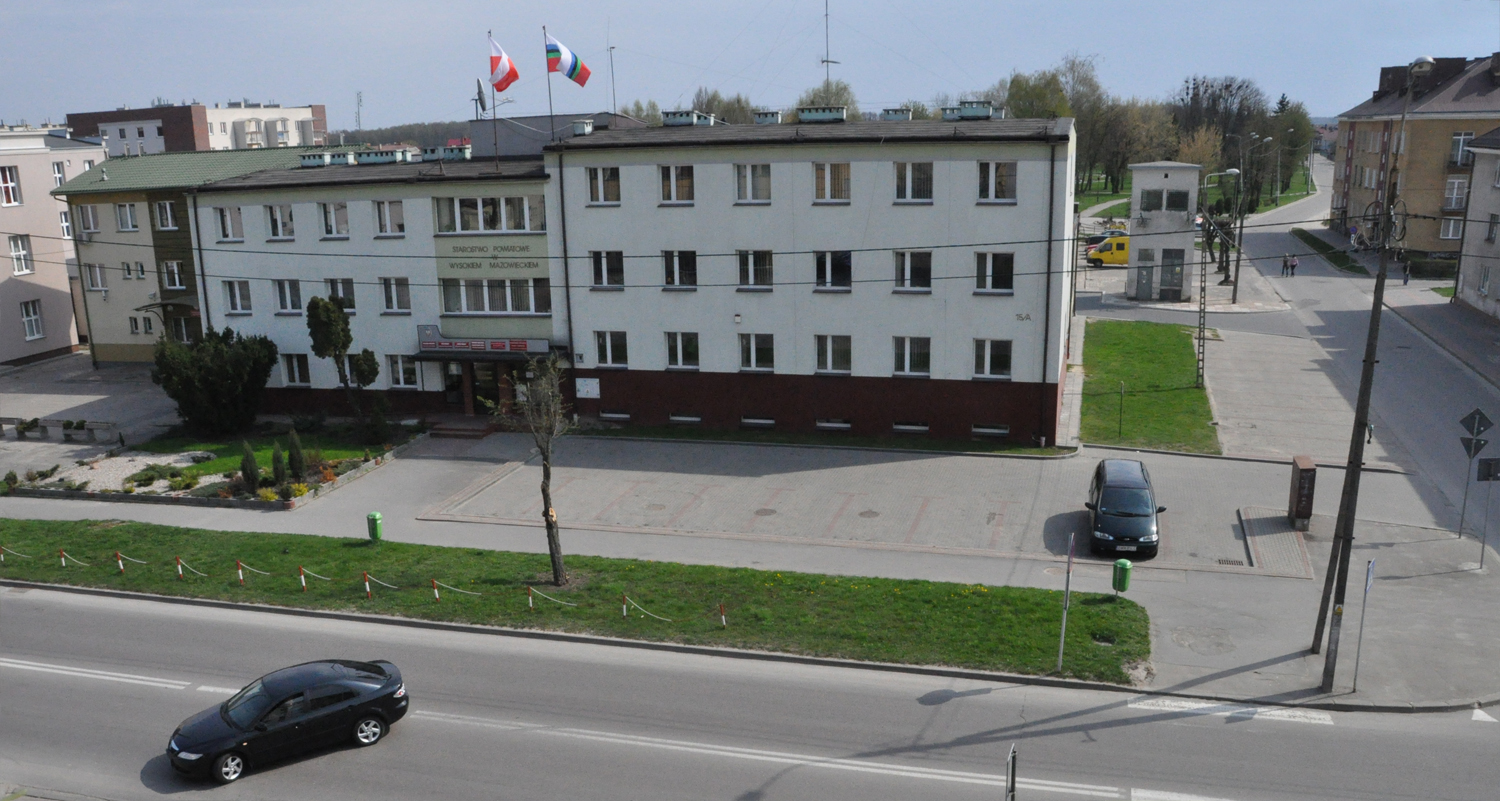
Edifício do governo do condado
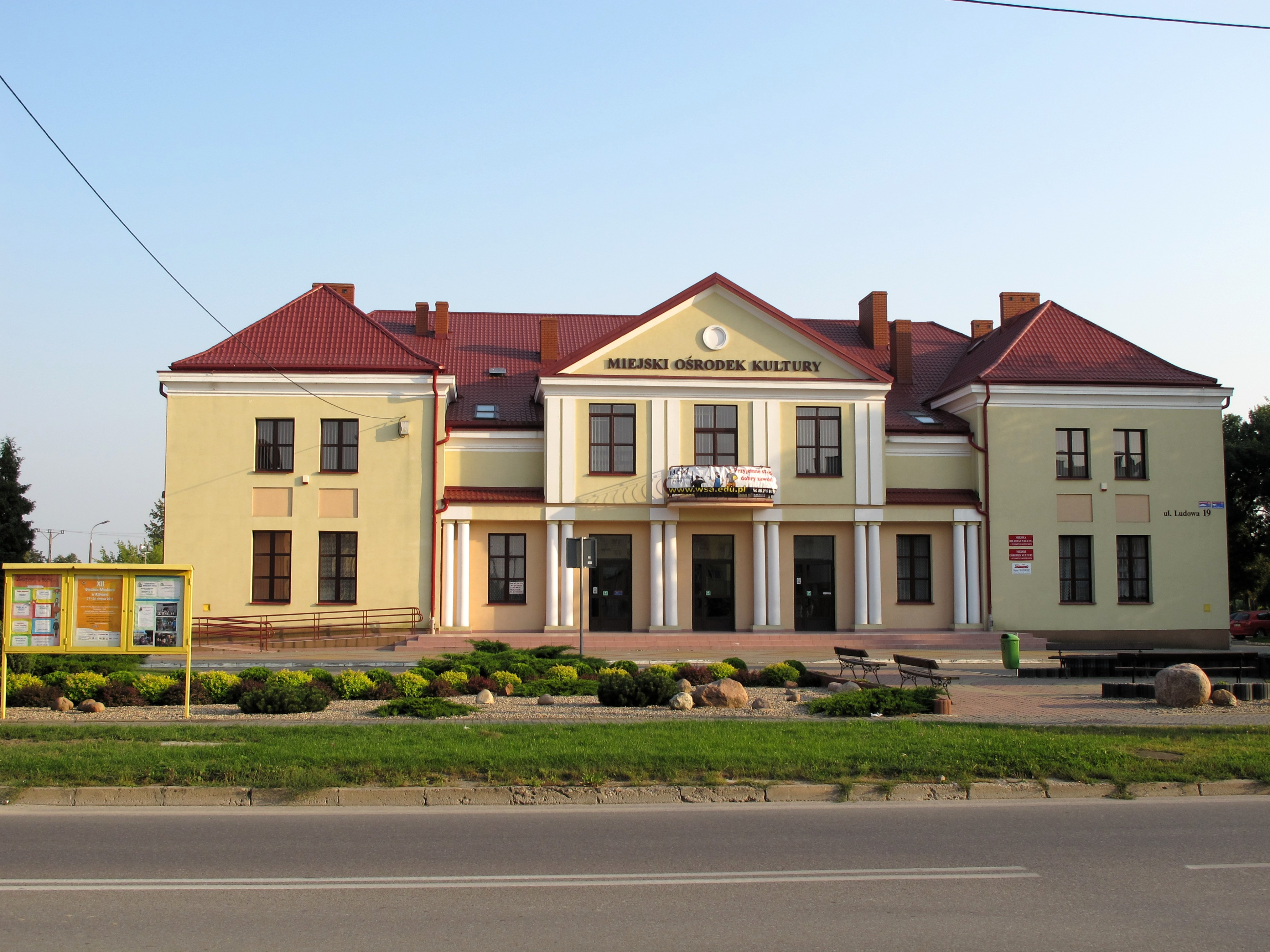
Centro Cultural Municipal
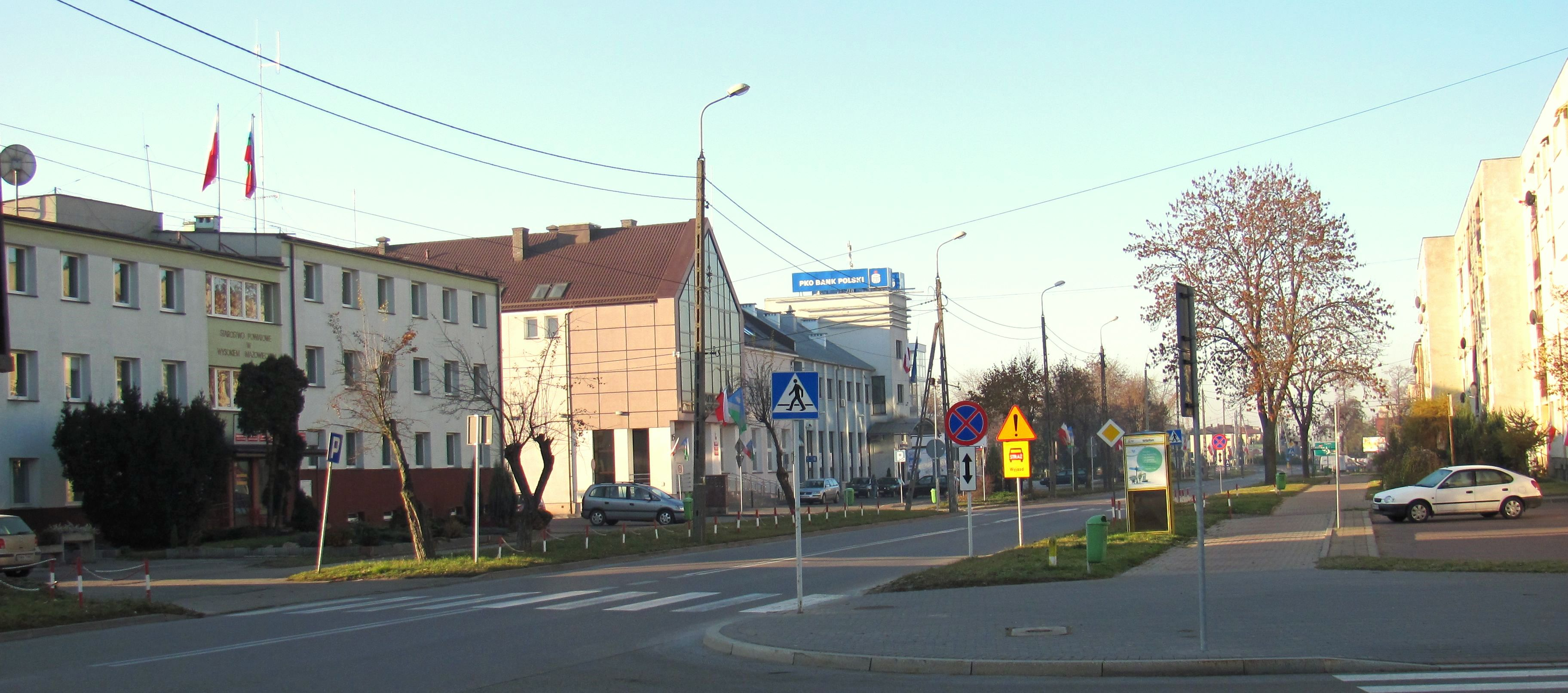
Rua Ludowa

## Demografia
Conforme os dados do Escritório Central de Estatística da Polônia (GUS) de 31 de dezembro de 2024, Wysokie Mazowieckie é uma cidade pequena com uma população de 8 997 habitantes (15.º lugar na voivodia da Podláquia e 420.º na Polônia), tem uma área de 15,2 km² (25.º lugar na voivodia da Podláquia e 427.º lugar na Polônia) e uma densidade populacional de 590 hab./km² (16.º lugar na voivodia da Podláquia e 534.º lugar na Polônia). Nos anos 2002–2024, o número de habitantes diminuiu 2,2%.
Os habitantes de Wysokie Mazowieckie constituem cerca de 16,94% da população do condado de Wysokie Mazowieckie, constituindo 0,79% da população da voivodia da Podláquia.
| Descrição                         | Total      | Total    | Mulheres   | Mulheres | Homens     | Homens   |
| --------------------------------- | ---------- | -------- | ---------- | -------- | ---------- | -------- |
| unidade                           | habitantes | %        | habitantes | %        | habitantes | %        |
| população                         | 8 997      | 100      | 4 683      | 52,1     | 4 314      | 47,9     |
| superfície                        | 15,2 km²   | 15,2 km² | 15,2 km²   | 15,2 km² | 15,2 km²   | 15,2 km² |
| densidade populacional (hab./km²) | 590        | 590      | 307,4      | 307,4    | 282,6      | 282,6    |

- Gráfico populacional da cidade de Wysokie Mazowieckie de 1580.

Fontes.

## Clima
Wysokie Mazowieckie tem um clima frio e temperado. Existe uma pluviosidade significativa ao longo do ano em Wysokie Mazowieckie. Mesmo nos meses mais secos. O clima nesta área é classificado como “Dfb” conforme o sistema Köppen-Geiger. A temperatura média nesta área é de 8,4 °C. Durante o ano, a precipitação média é de 703 mm.
Wysokie Mazowieckie está localizada no hemisfério norte. O verão começa no final de junho e termina em setembro.
| Dados climatológicos para Wysokie Mazowieckie | Dados climatológicos para Wysokie Mazowieckie | Dados climatológicos para Wysokie Mazowieckie | Dados climatológicos para Wysokie Mazowieckie | Dados climatológicos para Wysokie Mazowieckie | Dados climatológicos para Wysokie Mazowieckie | Dados climatológicos para Wysokie Mazowieckie | Dados climatológicos para Wysokie Mazowieckie | Dados climatológicos para Wysokie Mazowieckie | Dados climatológicos para Wysokie Mazowieckie | Dados climatológicos para Wysokie Mazowieckie | Dados climatológicos para Wysokie Mazowieckie | Dados climatológicos para Wysokie Mazowieckie | Dados climatológicos para Wysokie Mazowieckie |
| Mês                                           | Jan                                           | Fev                                           | Mar                                           | Abr                                           | Mai                                           | Jun                                           | Jul                                           | Ago                                           | Set                                           | Out                                           | Nov                                           | Dez                                           | Ano                                           |
| --------------------------------------------- | --------------------------------------------- | --------------------------------------------- | --------------------------------------------- | --------------------------------------------- | --------------------------------------------- | --------------------------------------------- | --------------------------------------------- | --------------------------------------------- | --------------------------------------------- | --------------------------------------------- | --------------------------------------------- | --------------------------------------------- | --------------------------------------------- |
| Temperatura máxima média (°C)                 | −0,9                                          | 0,7                                           | 5,9                                           | 12,9                                          | 18,1                                          | 21,3                                          | 23,5                                          | 22,9                                          | 17,7                                          | 11,5                                          | 5,9                                           | 1,5                                           | 11,8                                          |
| Temperatura média (°C)                        | −3,0                                          | −1,9                                          | 2,1                                           | 8,4                                           | 13,7                                          | 17,1                                          | 19,4                                          | 18,7                                          | 13,9                                          | 8,3                                           | 3,9                                           | −0,4                                          | 8,4                                           |
| Temperatura mínima média (°C)                 | −5,3                                          | −4,7                                          | −1,8                                          | 3,4                                           | 8,5                                           | 12,1                                          | 14,8                                          | 14,2                                          | 10,1                                          | 5,4                                           | 1,7                                           | −2,4                                          | 4,7                                           |
| Precipitação (mm)                             | 47                                            | 43                                            | 47                                            | 51                                            | 69                                            | 79                                            | 86                                            | 70                                            | 63                                            | 51                                            | 47                                            | 50                                            | 703                                           |
| Dias com precipitação                         | 9                                             | 7                                             | 8                                             | 8                                             | 9                                             | 9                                             | 9                                             | 8                                             | 7                                             | 7                                             | 8                                             | 8                                             | 97                                            |
| Umidade relativa (%)                          | 85                                            | 83                                            | 76                                            | 68                                            | 67                                            | 67                                            | 70                                            | 69                                            | 74                                            | 80                                            | 86                                            | 85                                            | 75,8                                          |
| Fonte: 2023-07-09                             |                                               |                                               |                                               |                                               |                                               |                                               |                                               |                                               |                                               |                                               |                                               |                                               |                                               |

## Arquitetura
Prédios históricos:
- Conjunto da igreja paroquial:
  - Igreja de São João Batista, 1875

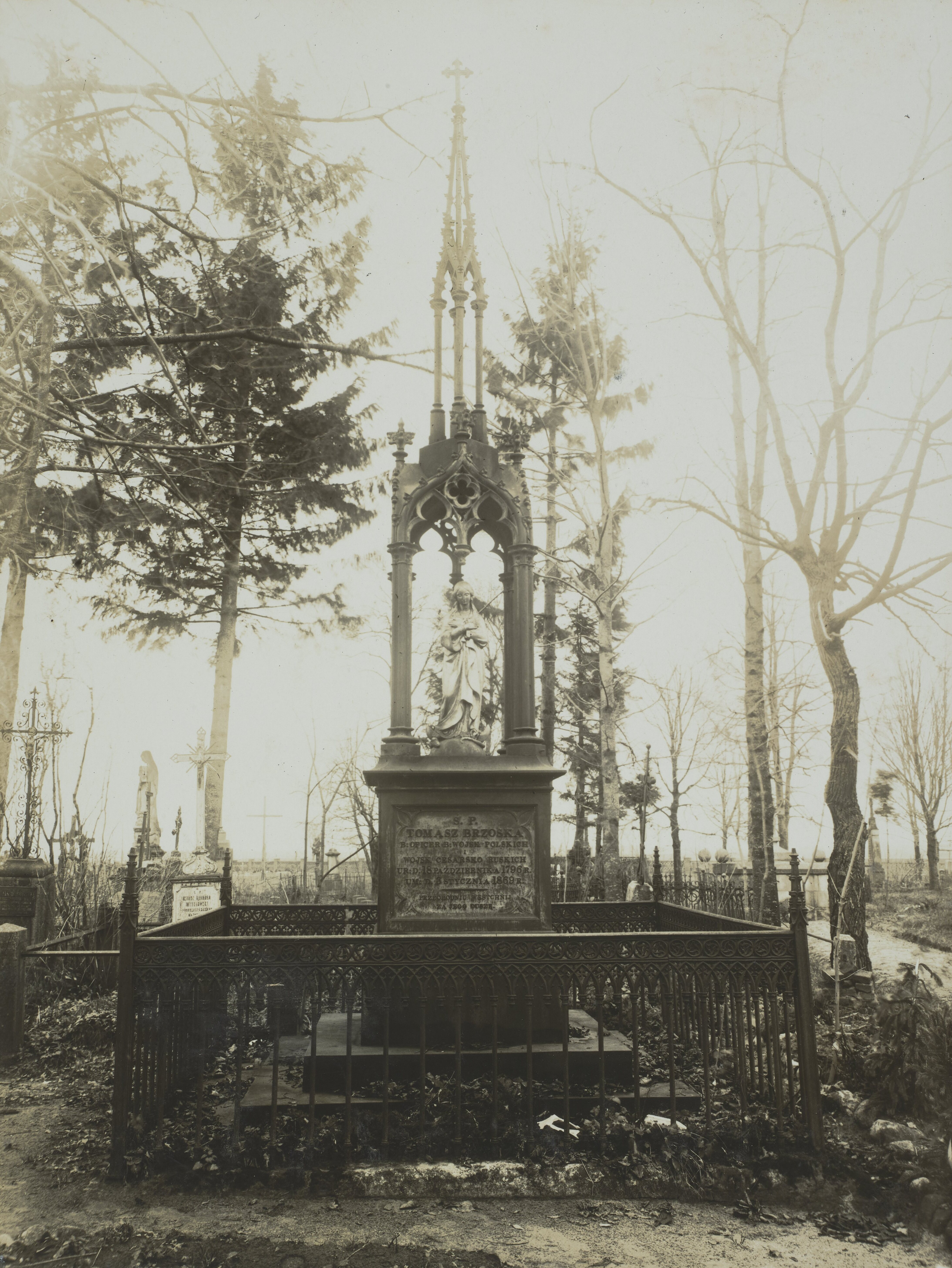
Túmulo de Tomasz Brzózka, um oficial do Exército polonês desde 1831 no cemitério da rua Zambrowskiej

  - Necrotério, 3.º quarto do século XIX
  - Cerca com portão e 3 capelas, 3.º quarto do século XIX
- Presbitério, rua Kościelna, 1898
- Antiga igreja Uniata, agora uma igreja filial católica da Natividade da Virgem Maria, 1798, 1896
- Cemitério católico (parte)
- novo cemitério judaico, rua Żwirki i Wigury

## Economia
A sede da Cooperativa de Laticínios “Mlekovita” está localizada em Wysokie. Existem também empresas menores nas indústrias de construção, estradas, metal, alimentos e automóveis (ZŁOM - BUD, TRAKT, “KRASPOL” e outras).
Em 2018, a cidade ocupou o primeiro lugar no país em termos de despesas de investimento em 2015–2017, conforme a classificação “Despesas de investimento do governo local” realizado pela revista “Wspólnota”. A renda própria da cidade e os subsídios recebidos foram considerados e depois divididos pelo número de habitantes. Por vários anos, Wysokie Mazowieckie tem sido uma das cidades mais ricas da voivodia da Podláquia.

## Educação

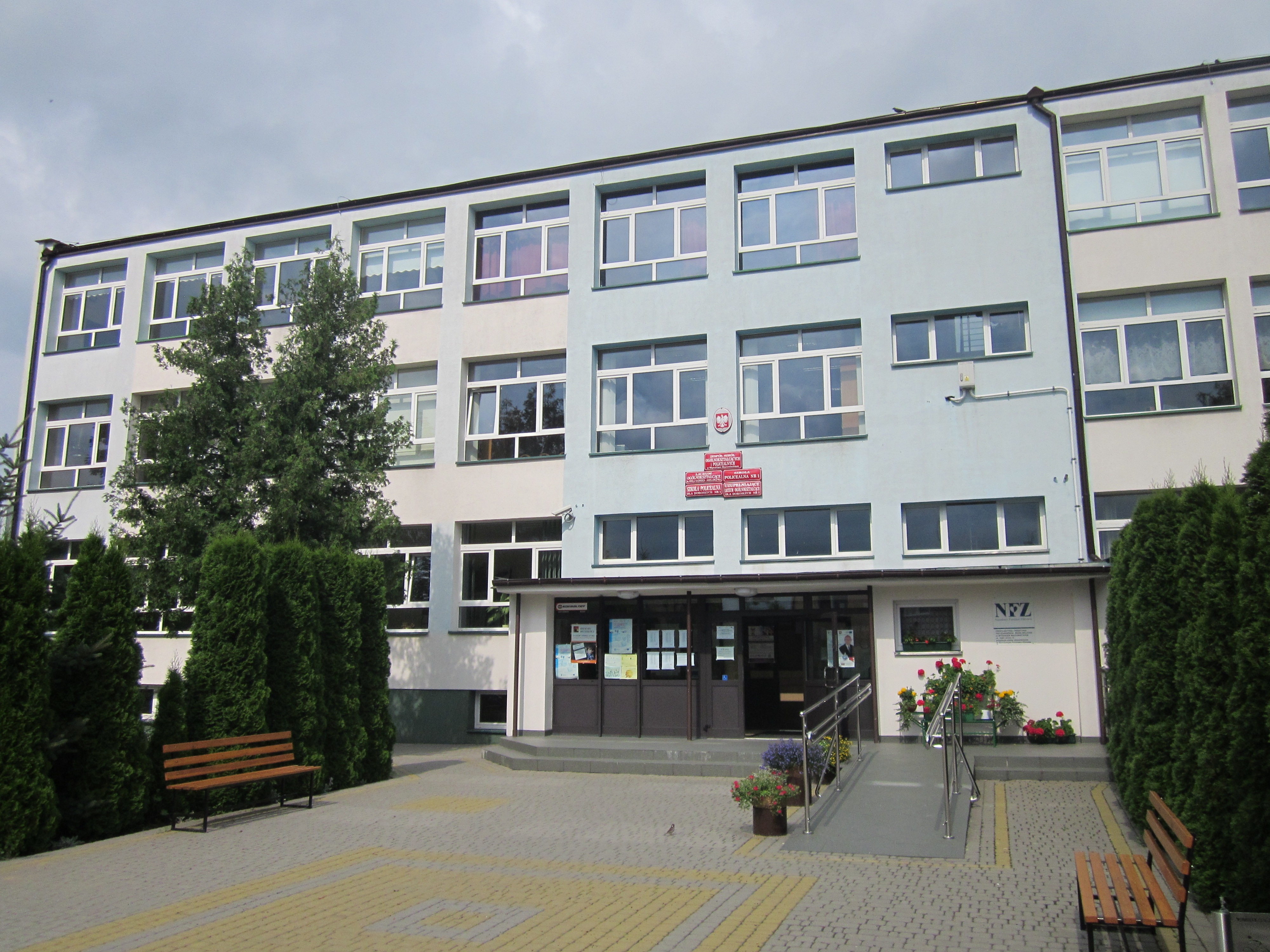
Escola de Ensino Médio Rei Casimiro IV Jagelão

Em 1838, por ordem do bispo, começou a construção de uma escola, concluída em 1842 graças ao grande envolvimento de Jan Dąbrowski. Cento e quinze crianças foram matriculadas na escola, apoiadas pela paróquia e moradores. A falta de fundos impossibilitou a contratação de dois professores, por isso as aulas foram ministradas pelo vigário Jan Dąbrowski.
Em 1904, em Wysokie Mazowieckie, foi construído um novo e mais espaçoso edifício da escola comunitária. 5 mil rublos foram alocados para esse fim. As escolas rurais eram mantidas pelos próprios pais, as restantes eram beneficiadas por auxílios estatais. Em 1898, a escola em Wysokie Mazowieckie também recebeu 162 rublos do orçamento do Estado para salários de um vigia, compra de lenha, uma biblioteca e correspondência com as autoridades.
Na década de 1930 foi criada a Sociedade dos Amigos de Wysokie Mazowieckie, por iniciativa da qual foram fundadas a Escola vocacional de economia e a Escola de comércio de quatro anos em Wysokie Mazowieckie, que recebeu o número 106 H. Foi a primeira escola secundária na história da cidade. Trinta graduados fizeram o primeiro exame em 1937. O certificado de conclusão do ensino médio foi obtido por 10 alunos.
O nível organizacional da Escola Primária Pública foi elevado a um nível completo de sete séries. Em 1926, foi criado um grupo de escoteiros com o nome de Tadeusz Kościuszko, cujo tutor era E. Jagusik.
Durante a Segunda Guerra Mundial, a educação secreta na cidade no nível da escola primária foi conduzida por: Zofia Dworakowska, Ludwik Wiśniewski, Pelagia Plonskowa e Pelagia Murawska.

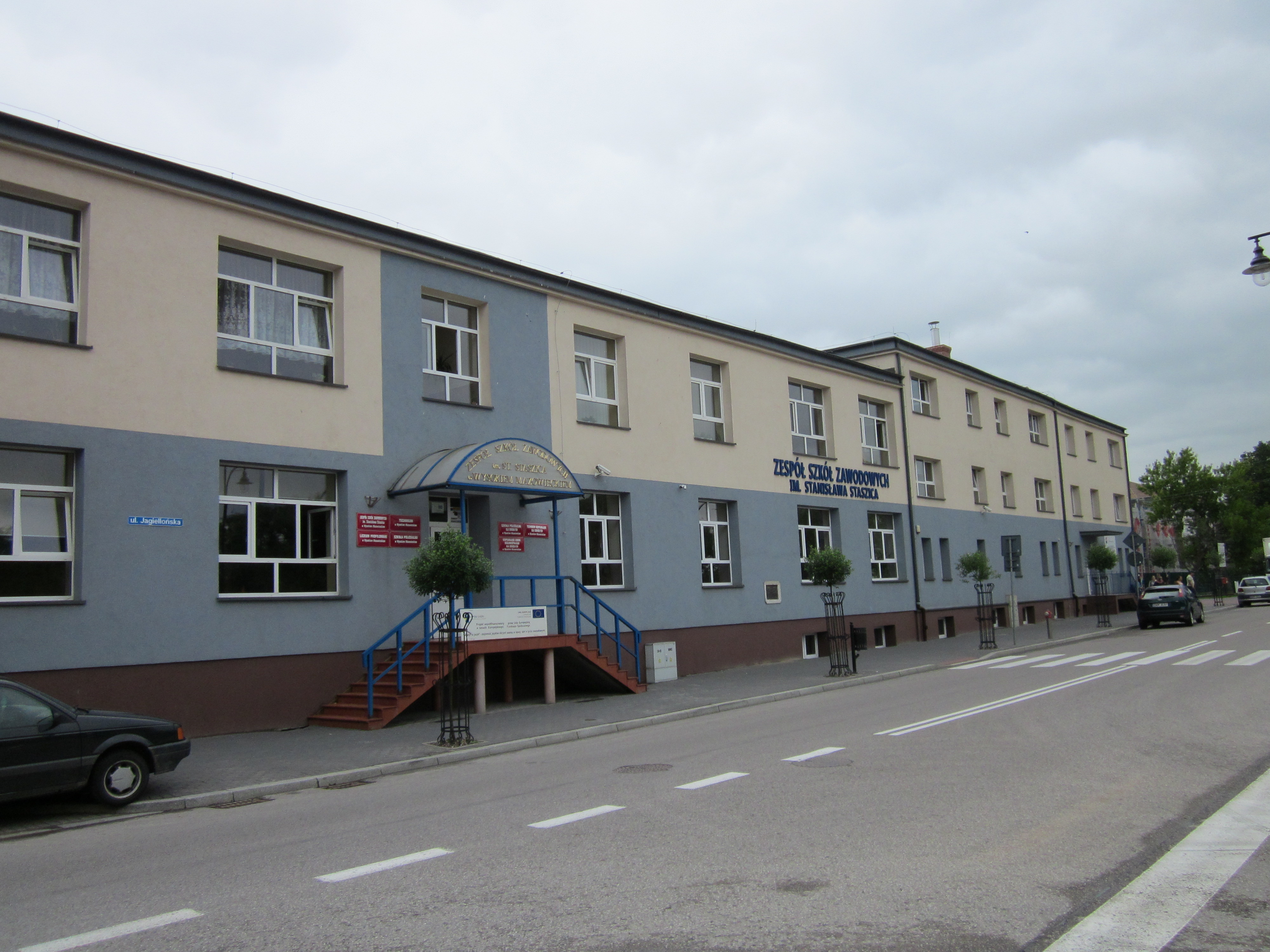
Complexo de Escolas Profissionais Stanisław Staszic

Após a libertação da Polônia da ocupação, uma escola secundária geral foi fundada e uma escola profissional restabelecida. Também foi fundado o Ginásio Coeducacional do Conselho Nacional do Condado, dirigido por Halina Łapińska. Seis professores trabalharam na escola, educando 72 alunos. Em 1949, por portaria do Ministro da Educação de 14 de março, o nome da escola foi alterado para Escola Estadual de Educação Geral de nível médio.
Em 1953, a escola profissional foi fechada. As conquistas dos professores e moradores da cidade foram desperdiçadas pela segunda vez, e toda a documentação sobre a escola foi destruída.
Em 1966, foi criada uma escola primária n.º 2 na rua Ludowa no lugar da antiga Escola Secundária Geral. Devido ao seu rápido desenvolvimento, o liceu recebeu um novo edifício na rua 1000-lecia, onde funciona até hoje.
Em 1961, foi reativada a Escola Profissional Básica com Faculdade de Gastronomia. Em 1974, a escola recebeu um prédio e uma praça na rua Jagiellońska, onde nos anos 1975–1983 foi construído um complexo de prédios com academia e playground. O nome da escola também foi transformado em Complexo Escolar Profissional, onde foram formados 660 alunos em 16 especialidades (em 1980 esse número aumentou para 30, e o número de alunos para 1000). A instalação tornou-se uma das maiores da voivodia de Łomża, educando jovens em 24 especialidades.
Em 2004, com a reorganização da educação, as escolas profissionais de três anos foram transferidas para um novo complexo escolar na rua Władysława Pelca — para o Centro de Treinamento Profissional, onde foi fundado um centro de treinamento prático, equipado com uma base moderna de treinamento. Nesta unidade, a Escola Técnica do Armii Krajowej, educa em profissões técnicas, enquanto no Complexo de Escolas Profissionais Stanisław Staszic, os jovens aprendem em técnicas de quatro anos.
Em 2016, começou a funcionar na cidade a Escola Municipal de Música de 1.º Grau, que está localizada no prédio do Complexo Escolar Municipal. A escola é composta pela Escola Primária Nicolau Copérnico n.º 2 anterior — escola secundária e SSM. A orquestra da cidade também desenvolve a sua atividade no edifício da escola.

## Transportes

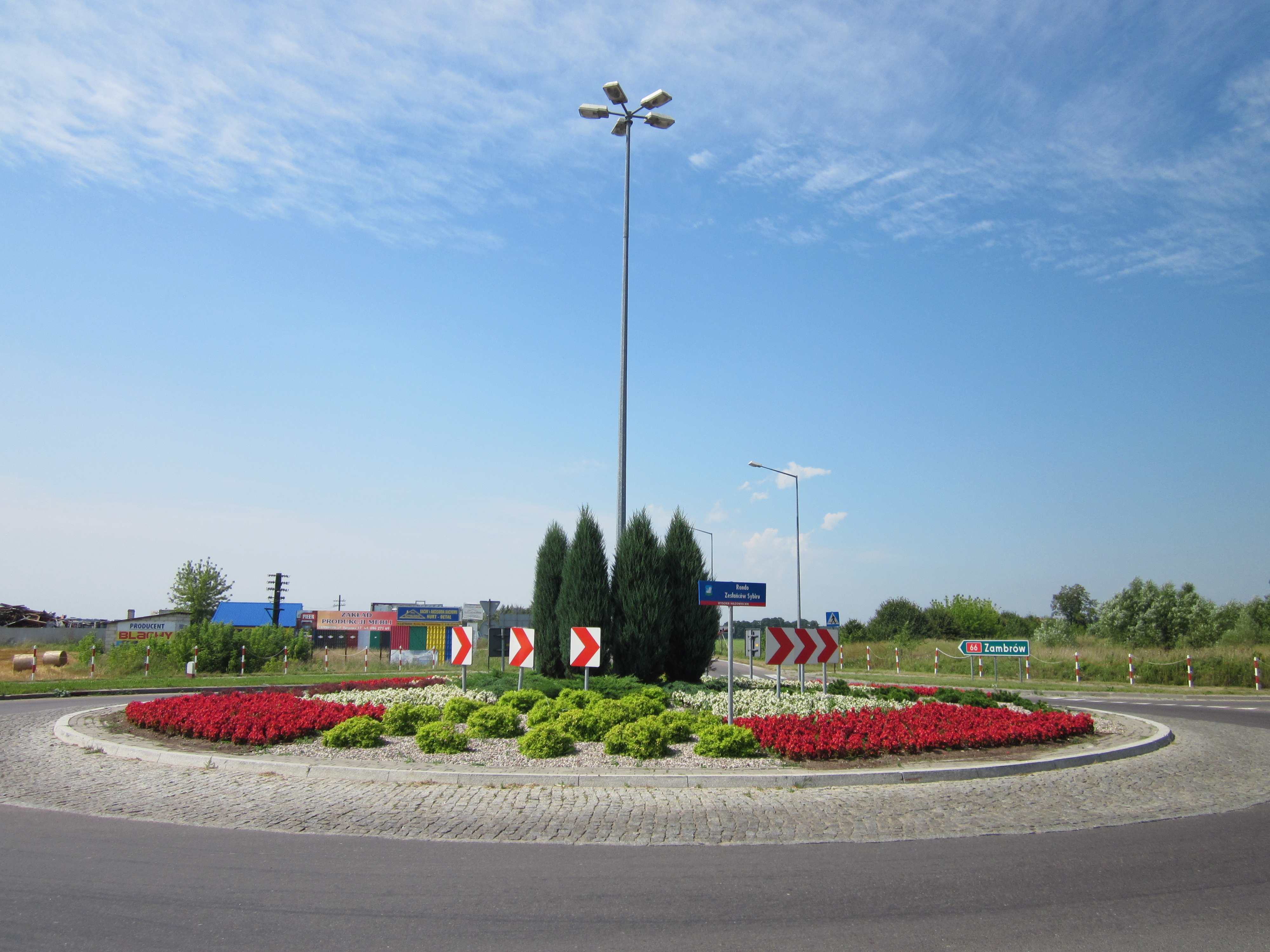
Rotatória com o nome de exilados da Sibéria, ligando as estradas de Zambrów e Białystok

Wysokie Mazowieckie está situada na estrada nacional n.º 66 (Zambrów — Wysokie Mazowieckie — Bielsk Podlaski — Połowce) e na estrada da voivodia n.º 678 (Wysokie Mazowieckie — Białystok).
A estação de trem mais próxima, de passageiros e mercadorias, está localizada na cidade vizinha de Szepietowo, onde pode-se chegar de ônibus da empresa PKS. Fornece conexões com Varsóvia, Białystok, Breslávia, Cracóvia, Suwałki e outras cidades.
O transporte de ônibus é fornecido pela empresa PKS Zambrów. As linhas para Varsóvia, Łomża e Białystok, bem como linhas locais para Ciechanowiec, Brańsk, Czyżew, Szepietów, Zambrów e outras são mantidas.

## Religião

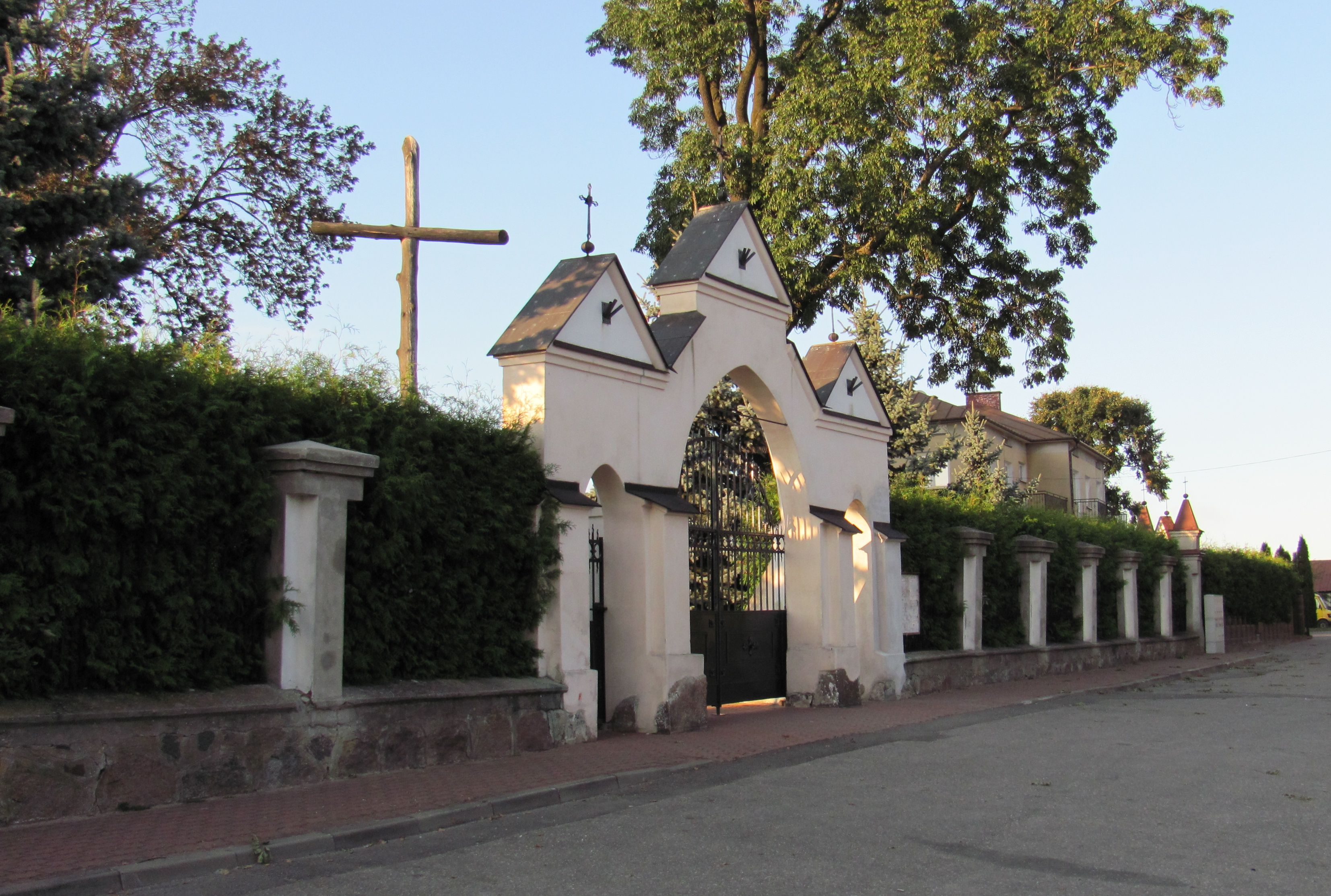
Cerca histórica com um portão na igreja de São João Batista

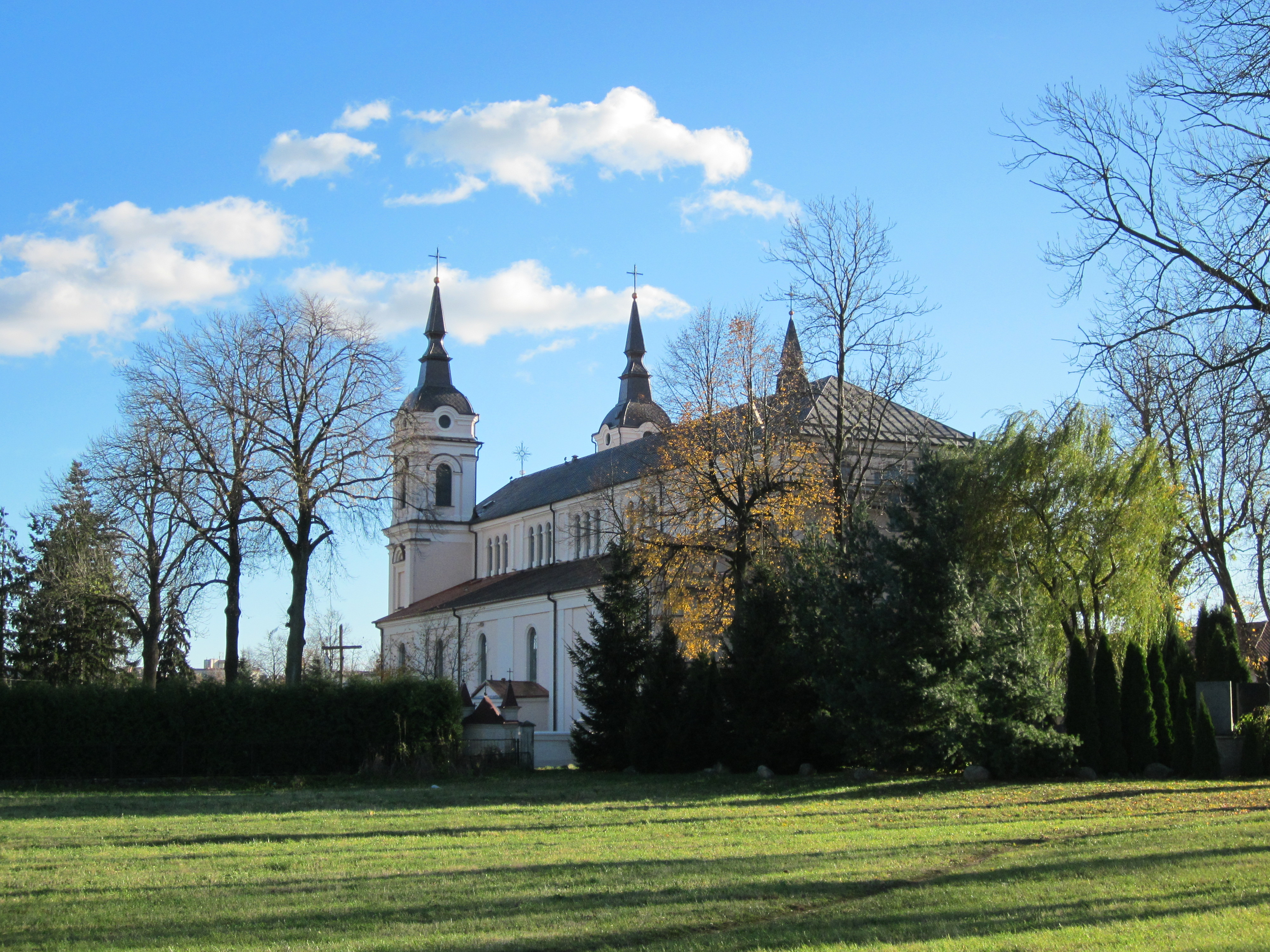
Igreja paroquial de São João Batista

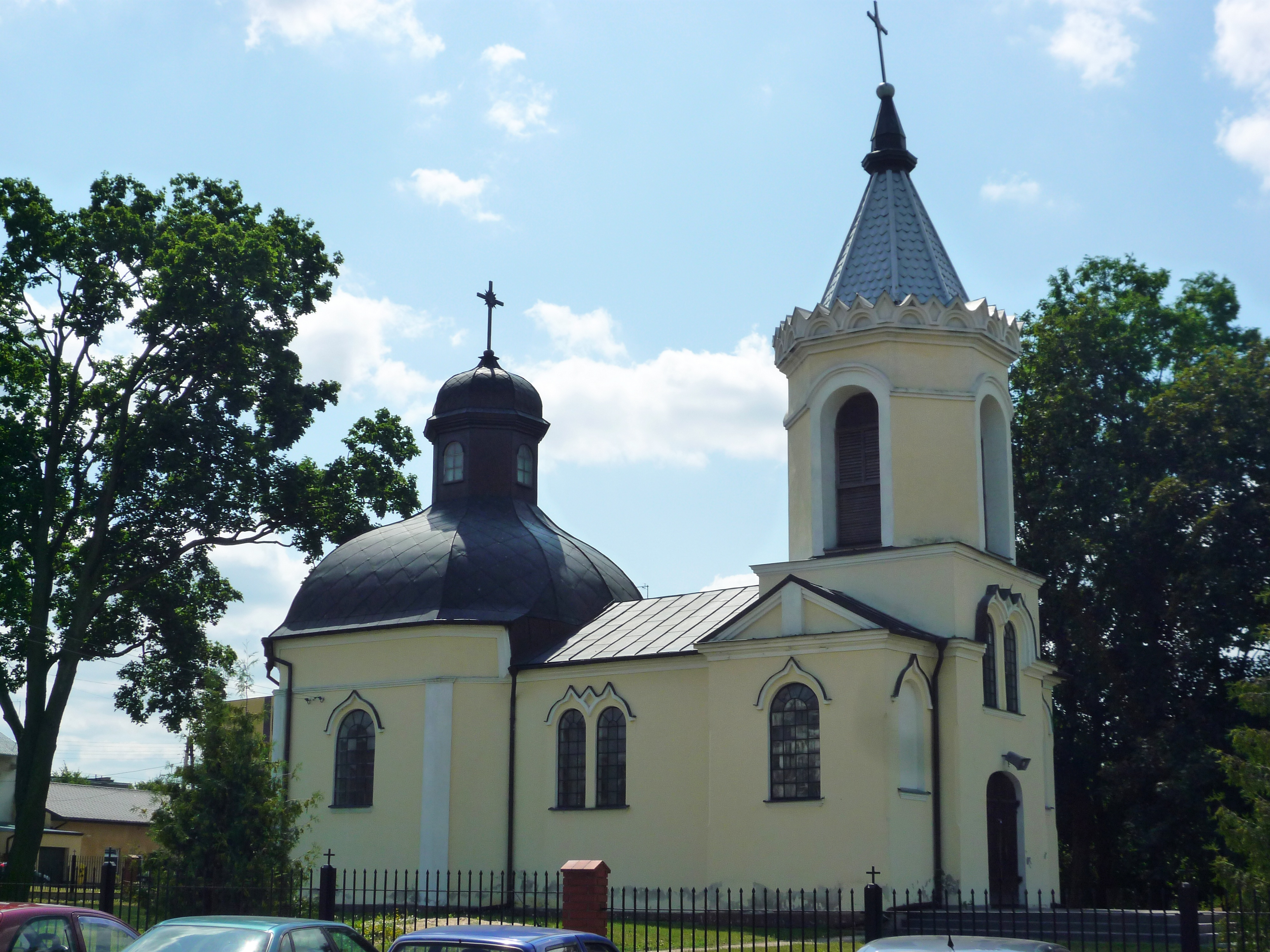
Igreja filial da Natividade da Virgem Maria (antiga Igreja Uniata)

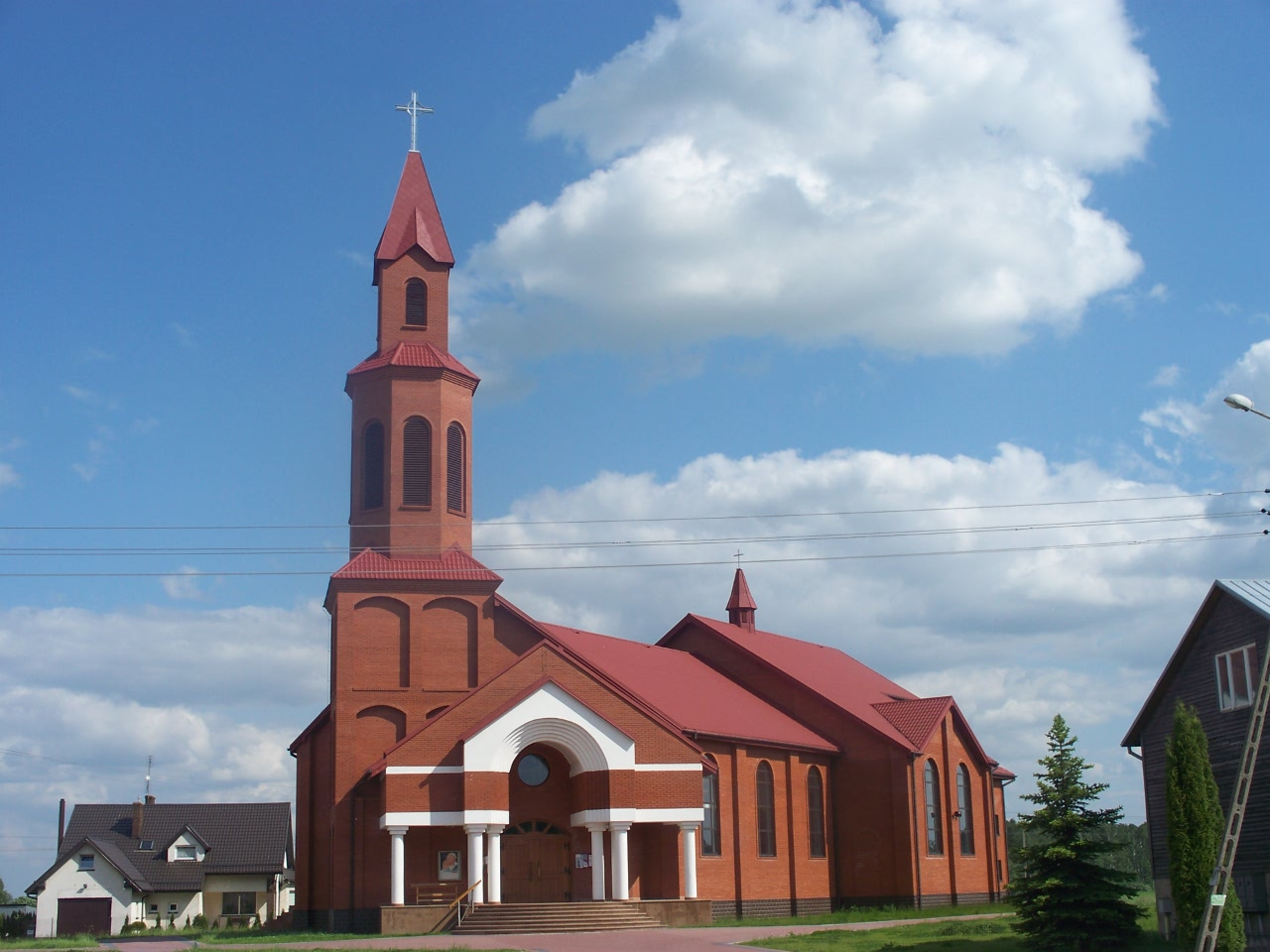
Igreja paroquial dos Santos Apóstolos Pedro e Paulo na rua Wspólnej

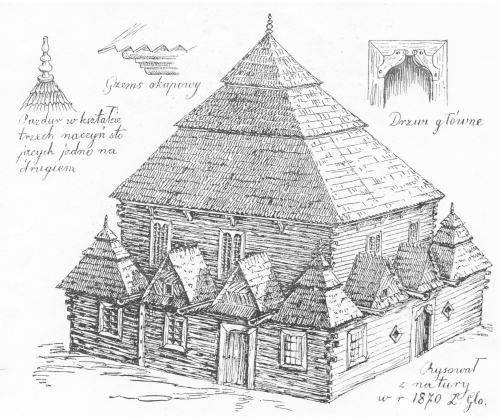
Gravura da Antiga Sinagoga (1870)

### Paróquia de São João Batista
A paróquia de Santo Alexandre Sauli, São João Batista e de Todos os Santos foi consagrada e dotada em 1496, com recursos do Grão-Duque da Lituânia, Alexandre Jagelão e Jakub Dowoyna, starosta de Drohichy. Na coleção de Zygmunt Gloger, localizada na filial de Wawel dos Arquivos do Estado em Cracóvia, há um privilégio de Alexandre Jagelão confirmando a fundação da paróquia na cidade de Wysokie.
O ato foi preparado em 5 de outubro de 1496 em Drohiczyn. Por ser uma fundação ducal, ela recebia um salário relativamente pequeno: dois dragões de terra com jardim e prado, uma praça para um local para a construção de uma igreja e dízimos dos habitantes da cidade de Wysokie, uma exceção entre outras fundações foi a direito do reitor de ter uma chaleira para fazer cerveja. A igreja em Wysokie foi a segunda e, ao mesmo tempo, a última na região de Drohickie desde a fundação ducal até o final do século XV.
Em 1577, a igreja foi restaurada pela família Radziwiłł. Incendiada durante as guerras suecas em 1657. Outra igreja de madeira foi incendiada em 1772. No ano seguinte, uma igreja de madeira foi erguida com a ajuda de Jerzy Potocki, o starosta de Tłumackie.
O atual edifício neobarroco de tijolos foi construído nos anos 1875–1881 conforme o projeto de Stanisław Kucharzewski.
Os livros de registro preservados da paróquia de Wysokie Mazowieckie estão sendo processados na forma de um banco de dados de índices de nomes.

### Igreja filial de Natividade da Virgem Maria
Originalmente, havia uma igreja ortodoxa de madeira neste local, doada em 1553 pelo rei Sigismundo II Augusto. Situava-se no antigo cemitério da igreja. Depois de 1596, a igreja tornou-se um templo uniata. Em 1798, no lugar de uma igreja de madeira, foi erguida uma igreja de tijolos no estilo barroco tardio.
Após a dissolução da União de Brest em 1875, o templo tornou-se novamente uma igreja ortodoxa. Em 1896, uma nave retangular com uma torre foi adicionada ao edifício da igreja existente. Era a igreja dos Santos Cosme e Damião.
Durante a Primeira Guerra Mundial, um armazém de grãos foi instalado na igreja e, após a guerra — um armazém de equipamentos de incêndio. Em 1928, o templo, sendo o edifício de tijolos mais antigo da cidade, foi reformado. Foi entregue à paróquia católica romana local e tem sido usada como uma igreja filial de Natividade da Bem-Aventurada Virgem Maria.

### Paróquia dos Santos Apóstolos Pedro e Paulo
Em 1994, na zona sul da cidade, graças aos esforços do padre Piotr Bondziul, vigário da paróquia de São João Batista, foi construída uma capela temporária de madeira. Abençoada em 22 de maio de 1994, foi a igreja do reitor até a criação da paróquia.
A paróquia dos Santos Apóstolos Pedro e Paulo, separada da área da paróquia de São João Batista, foi consagrada em 24 de dezembro de 1995 pelo Bispo de Łomża, Juliusz Paetz.
Em 1997, a construção de uma igreja de tijolos começou graças aos esforços do padre Piotr Bondziul. A construção foi concluída pelo pároco Edward Łapiński. A reitoria de madeira ao lado foi construída três anos antes.

### Sinagoga
A Antiga Sinagoga foi construída por volta de 1722. Era um edifício de madeira, de três andares, de telhas. As casas das senhoras consistiam em casas individuais, que eram cobertas com telhados separados. Em 1858 estava em condições “médias” e necessitava de reformas. Devido às más condições e ao risco de colapso, a sinagoga foi demolida no final da década de 1870.
Em 1929, a comunidade judaica possuía uma sinagoga na cidade.

## Esporte e lazer

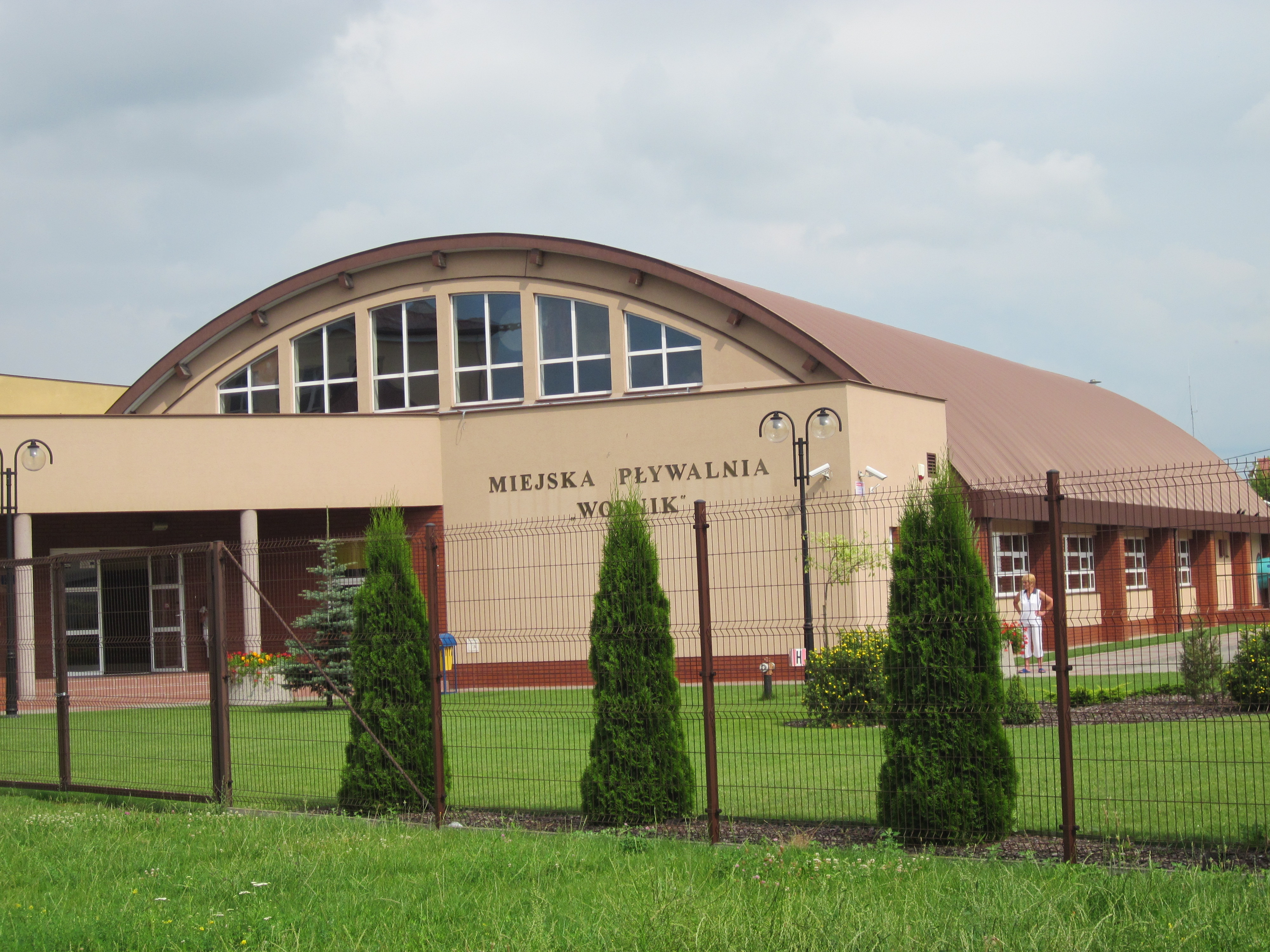
Piscina Municipal de Wodnik

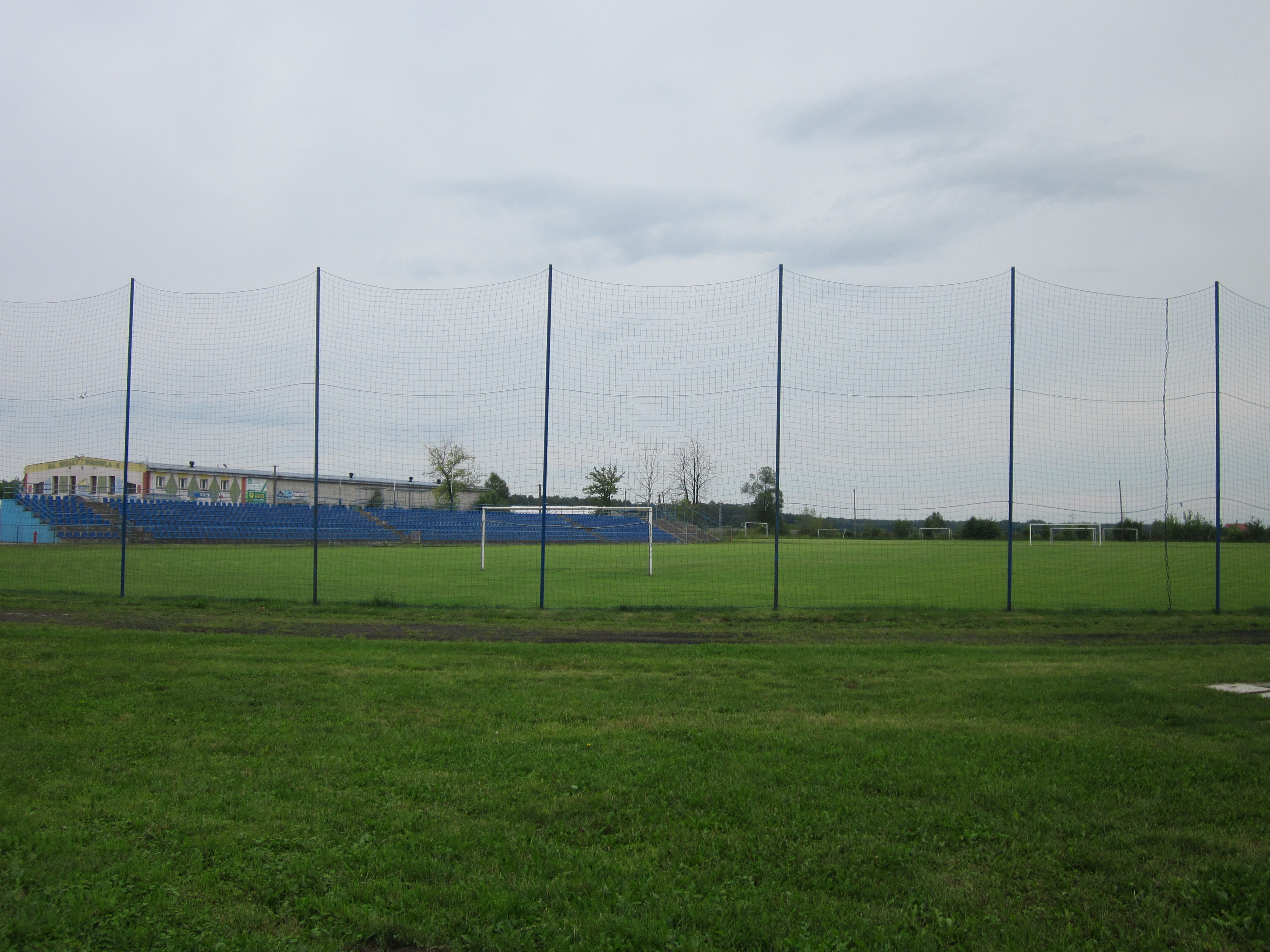
Estádio municipal em Wysokie Mazowieckie

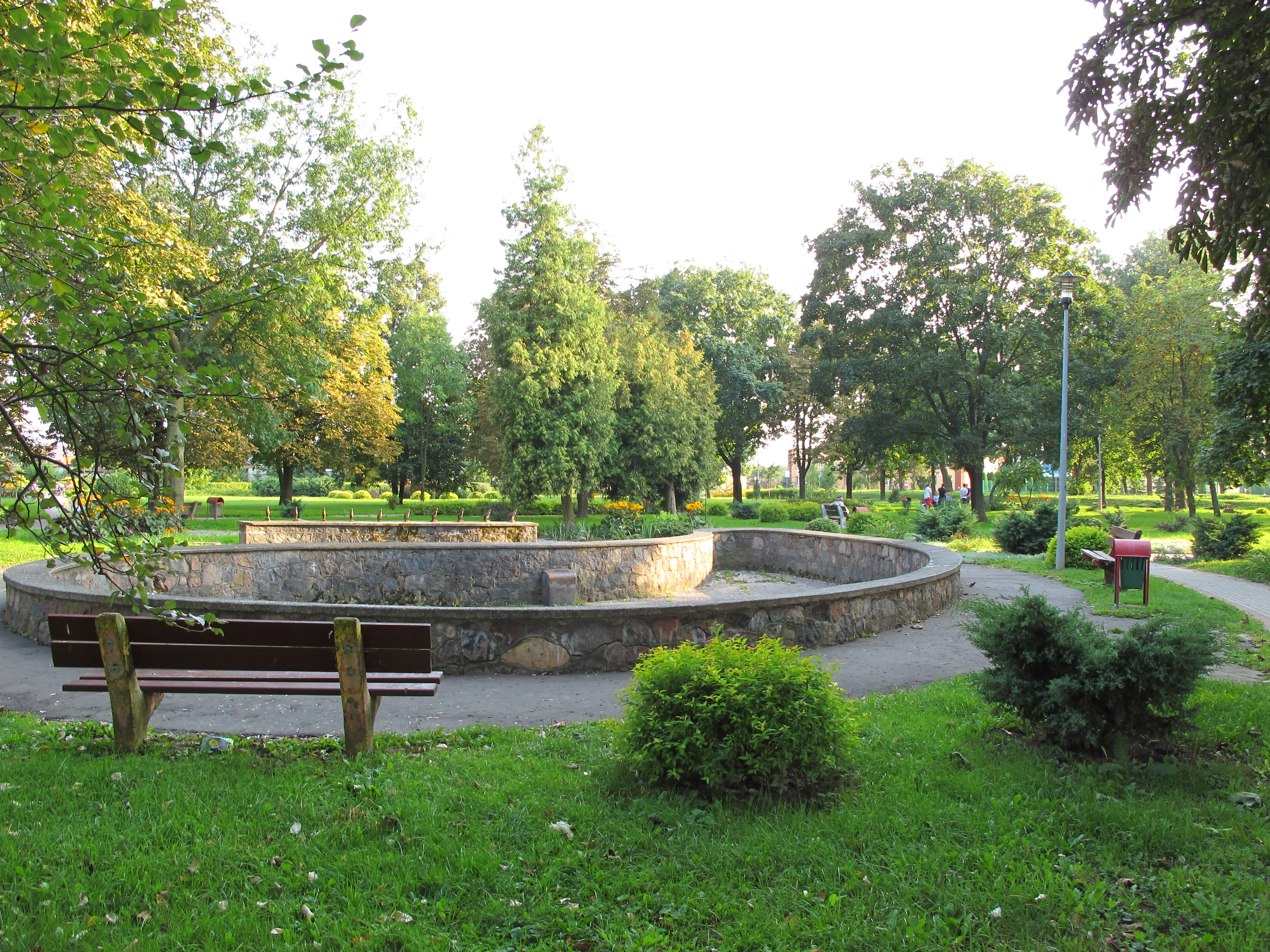
Parque nas ruas 1 Maja e Ludowa

O clube de futebol MKS Ruch Wysokie Mazowieckie atua na cidade desde 1955. O clube foi criado a partir da fusão do Ogniwa e do Gwardia, assumindo o nome de Ruch. O criador do nome foi o primeiro presidente do clube, que também foi presidente da empresa distribuidora de imprensa de mesmo nome. A equipe operou com esse nome até 1957, que foi então alterado para Ruch-Budowlani. Mais tarde, o clube mudou seu nome muitas vezes mais: LZS (Equipe Esportiva do Povo) Społem — 1961, LKS (Clube Esportivo do Povo) Ruch — 1964–1967, Clube Esportivo Interempresarial Ruch — 1967–1992, Esporte Clube Ruch — 1992–1996. As mudanças de nome subsequentes foram causadas pelos requisitos do patrocinador naquele momento. Em 1996, ou mais precisamente em 22 de julho, o prefixo foi adicionado ao nome, que também era o nome do patrocinador (Mlekovita) — KS Mlekovita-Ruch, e a partir de 7 de julho de 2000 apenas KS Mlekovita. Em 2006 foi alterado para KS Freskovita (da nova linha de produtos do patrocinador — SM Mlekovita). Os fãs não respeitaram esse nome e ainda permaneceram fiéis ao tradicional. Eventualmente, em 2010, o nome histórico Ruch Wysokie Mazowieckie foi devolvido. Em 2016, foi concluída a modernização do estádio da cidade, consistindo na construção de uma cobertura e melhoria da arquibancada.

## Mídia local
- Jornais:
  - Echo Wysokiego
  - Głos Wysokomazowiecki
  - Wiadomości Wysokomazowieckie
- Portais de internet:
  - eWysMaz.pl[49]
  - wysokomazowiecki24.pl.